# Artémis
Pour les articles homonymes, voir Artémis (homonymie).
Ne doit pas être confondu avec Thémis.
Dans la mythologie et la religion grecque antique, Artémis  (en grec ancien Ἄρτεμις / Ártemis) est principalement la déesse de la nature sauvage, de la chasse et des accouchements. Fille de Zeus et de Léto, elle est la sœur jumelle d'Apollon (ou simplement sa sœur selon l'hymne homérique qui lui est consacré), avec lequel elle partage beaucoup de traits. Elle joue un rôle important dans de nombreux mythes. Dans la mythologie romaine, elle a été assimilée à la déesse Diane.
Dotée du pouvoir de provoquer des épidémies ainsi que de celui de guérir, elle est la cause des morts subites et du mal qui emporte les femmes en couches. Elle est aussi la protectrice des chemins et des ports, des très jeunes enfants et des jeunes animaux. Ses cultes se rapportent aux grands moments de la vie organique d'une femme (naissance, puberté et mort).
Elle est l'une des déesses associées à la Lune (avec Hécate et Séléné) par opposition à son frère Apollon qui est associé au Soleil.

## Étymologie

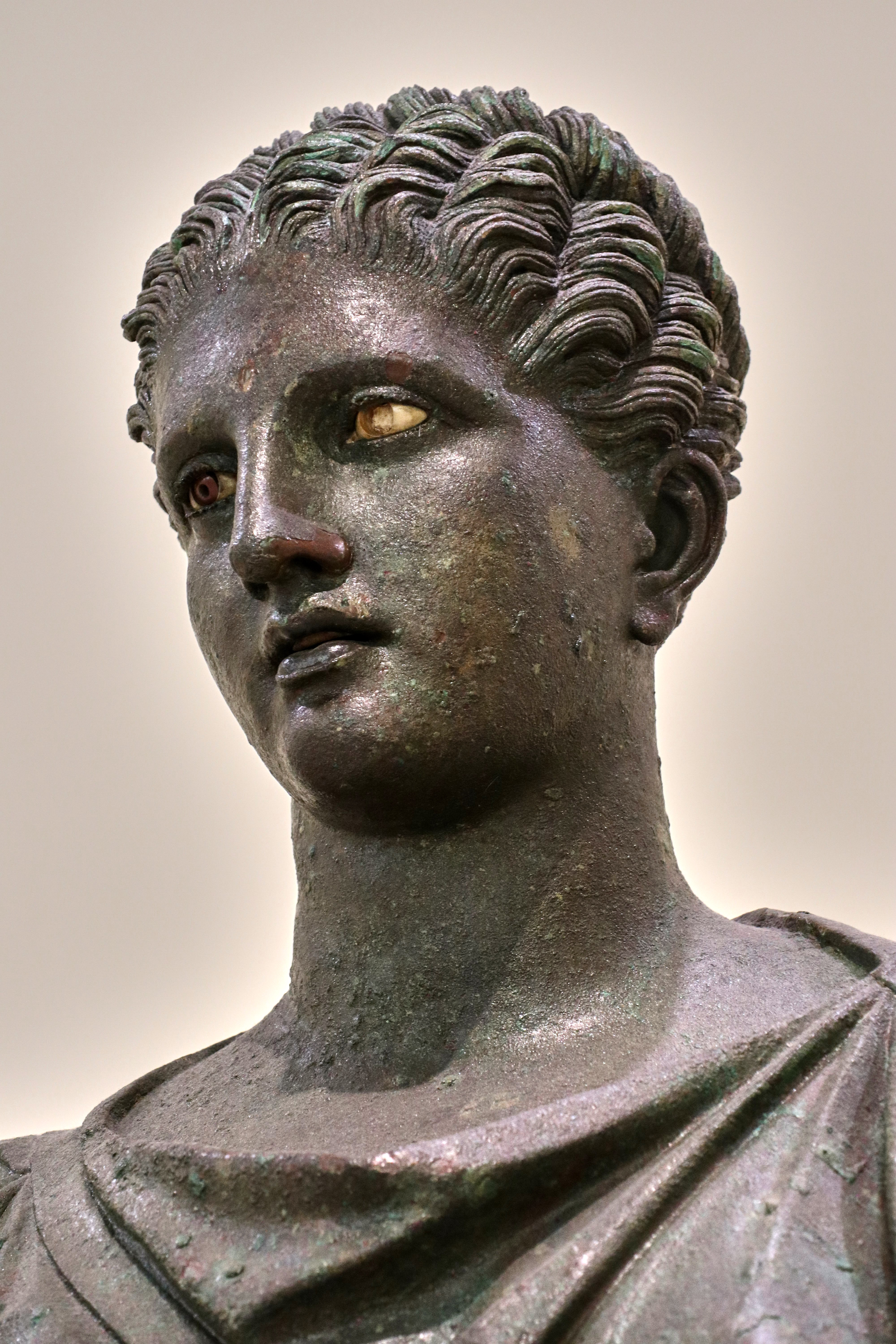
Statue en bronze d'Artémis. Musée archéologique du Pirée.

L'origine du nom n'est pas claire. Les premières formes attestées du nom d'Artémis en grec mycénien sont a-te-mi-to (𐀀𐀳𐀖𐀵) et a-ti-mi-te (𐀀𐀴𐀖𐀳), trouvées en linéaire B à Pylos. Son épithète qe-ra-si-ja (𐀤𐀨𐀯𐀊) est devenue en grec ancien Θερασία (Therasía), signifiant peut-être « déesse de Théra ». On pense qu'en Crète minoenne était vénérée Βριτόμαρτις (Britόmartis, « douce jeune fille ») comme déesse des montagnes et de la chasse.

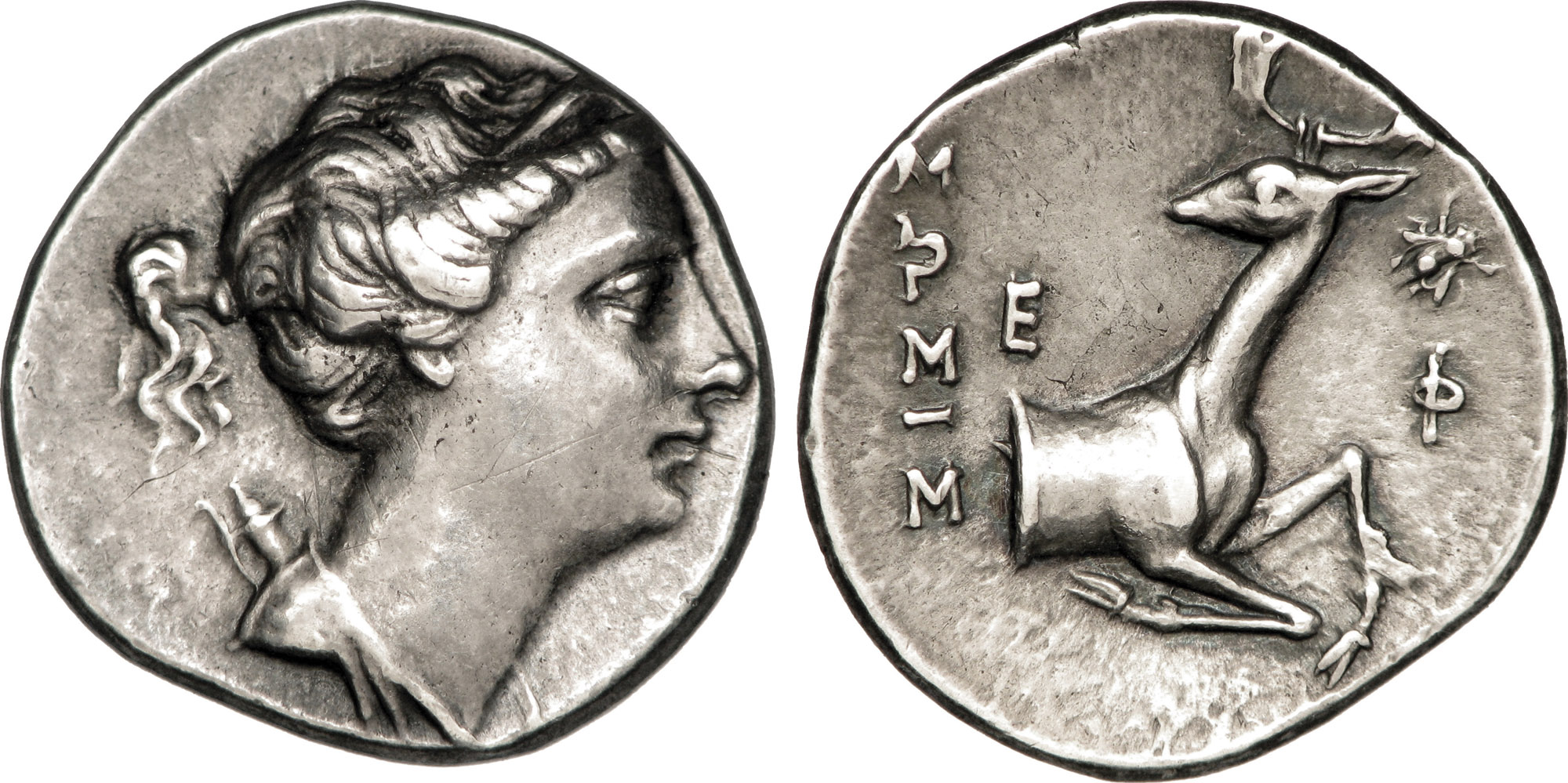
Didrachme d'Éphèse avec l'image de la déesse Artémis, vers 258-202 av. JC.

Dans l'Antiquité, plusieurs étymologies ont été proposées :
- Platon rapproche le nom d'Artémis du terme ἀρτεμής / artémếs « intègre, sain et sauf » : « C'est l'intégrité et la décence que son nom paraît signifier, à cause de son amour de la virginité[3] ». Mais ce caractère de « vierge » n'est pas du tout primitif.
- D'autres l'ont rapproché du terme ἄρταμος / artamos « boucher » ; Artémis serait ainsi « celle qui tue ou qui massacre »[4],[5].

Dans plusieurs études modernes, des hellénistes, entre autres Vittore Pisani, Pierre Chantraine et Jean Richer, ont établi un lien entre son nom et l'ours, animal qui joue un grand rôle dans son culte. Les variantes Arktemis et Arktemisa seraient constituées d’un élément arkt- correspondant à ἄρκτος / árktos « ourse, Grande Ourse », et de θέμις / thémis qui désigne chez les Grecs une grande force, « l'ordre établi par les dieux ». Artémis pourrait donc être la Régente de la loi de l'Ourse,. Madeleine Jost émet l'hypothèse qu'un culte primitif honorait la déesse sous la forme d'un ours.
Dans le sanctuaire d'Artémis de Brauron, lors de la fête des Brauronies, certaines fillettes, revêtues d'une robe couleur safran, étaient consacrées pendant cinq ans à la déesse, sous le nom d’ourses ou oursonnes.

## Mythologie
Artémis est la fille de Zeus et de Léto (fille du Titan Céos et de la Titanide Phœbé).
Elle est la sœur jumelle d'Apollon (ou simplement sa sœur selon l'hymne homérique qui lui est consacré), avec lequel elle partage beaucoup de traits communs.

### Ascendance
L'arbre généalogique ci-dessous est basé sur les écrits du poète grec Hésiode ainsi que sur la Bibliothèque d'Apollodore.
|        |        |        |        |        |        |  |  |         |      |      |      |         |      |  |  | Gaïa |      |      |      |      |      |  |  |       |       |       |       |       |       |
|        |        |        |        |        |        |  |  |         |      |      |      |         |      |  |  |      |      |      |      |      |      |  |  |       |       |       |       |       |       |
|        |        |        |        |        |        |  |  |         |      |      |      |         |      |  |  |      |      |      |      |      |      |  |  |       |       |       |       |       |       |
|        |        |        |        |        |        |  |  |         |      |      |      |         |      |  |  |      |      |      |      |      |      |  |  |       |       |       |       |       |       |
|        |        |        |        |        |        |  |  | Ouranos |      |      |      |         |      |  |  |      |      |      |      |      |      |  |  |       |       |       |       |       |       |
|        |        |        |        |        |        |  |  |         |      |      |      |         |      |  |  |      |      |      |      |      |      |  |  |       |       |       |       |       |       |
|        |        |        |        |        |        |  |  |         |      |      |      |         |      |  |  |      |      |      |      |      |      |  |  |       |       |       |       |       |       |
|        |        |        |        |        |        |  |  |         |      |      |      |         |      |  |  |      |      |      |      |      |      |  |  |       |       |       |       |       |       |
| Cronos | Cronos | Cronos | Cronos | Cronos | Cronos |  |  | Rhéa    | Rhéa | Rhéa | Rhéa | Rhéa    | Rhéa |  |  | Céos | Céos | Céos | Céos | Céos | Céos |  |  | Phébé | Phébé | Phébé | Phébé | Phébé | Phébé |
| Cronos | Cronos | Cronos | Cronos | Cronos | Cronos |  |  | Rhéa    | Rhéa | Rhéa | Rhéa | Rhéa    | Rhéa |  |  | Céos | Céos | Céos | Céos | Céos | Céos |  |  | Phébé | Phébé | Phébé | Phébé | Phébé | Phébé |
|        |        |        |        |        |        |  |  |         |      |      |      |         |      |  |  |      |      |      |      |      |      |  |  |       |       |       |       |       |       |
|        |        |        |        |        |        |  |  |         |      |      |      |         |      |  |  |      |      |      |      |      |      |  |  |       |       |       |       |       |       |
|        |        |        |        |        |        |  |  | Zeus    | Zeus | Zeus | Zeus | Zeus    | Zeus |  |  | Léto | Léto | Léto | Léto | Léto | Léto |  |  |       |       |       |       |       |       |
|        |        |        |        |        |        |  |  | Zeus    | Zeus | Zeus | Zeus | Zeus    | Zeus |  |  | Léto | Léto | Léto | Léto | Léto | Léto |  |  |       |       |       |       |       |       |
|        |        |        |        |        |        |  |  |         |      |      |      |         |      |  |  |      |      |      |      |      |      |  |  |       |       |       |       |       |       |
|        |        |        |        |        |        |  |  |         |      |      |      | Artémis |      |  |  |      |      |      |      |      |      |  |  |       |       |       |       |       |       |

### La naissance d'Artémis et d'Apollon
Victime de la jalousie d'Héra, épouse de Zeus, Léto doit se cacher afin de faire naître ses jumeaux. Il existe plusieurs versions sur l'accouchement :
- Héra, ayant appris l'infidélité de son époux, maudit Léto, lui interdisant d'accoucher sur terre et en mer. Léto, bien décidée à mettre au monde ses enfants, se réfugia sur une toute petite île où elle mit au monde Artémis et Apollon. Dans d'autres versions, Héra demande à tous les lieux de lui refuser l'asile, oubliant la petite île de Délos.
- Poséidon, dieu des mers et des océans, aurait créé une voûte liquide au-dessus de l'île afin de mieux la protéger.
- Héra interdit à Ilithyie, déesse des accouchements, d’assister Léto, mais Zeus envoya Iris pour la supplier de lui venir en aide. Iris lui proposa un collier d'or et d'ambre et Ilithyie accepta.
- Au bout de 9 jours et 9 nuits, le premier des jumeaux à naître fut Artémis. Apollodore d'Athènes rapporte que, aussitôt née, elle aida sa mère à mettre au monde Apollon[12],[13]. Cet enfantement difficile qui dure neuf jours explique le nom de son hypostase Iphigénie « né de la force ». Le rapport avec l'enfantement se basant sur l'homologie entre la naissance et la production du feu par frottement : « le feu nouveau est assimilé à un enfant nouveau-né ». Artémis serait ainsi un ancien Feu divin féminin comme semblent le prouver différents aspects de son culte[14].

À la suite de ces épreuves et de l'amour inconditionnel qui les lie, les enfants Apollon et Artémis seront totalement dévoués à leur mère.
Une légende raconte que les jumeaux, à peine nés, auraient tué un dragon venant les attaquer.

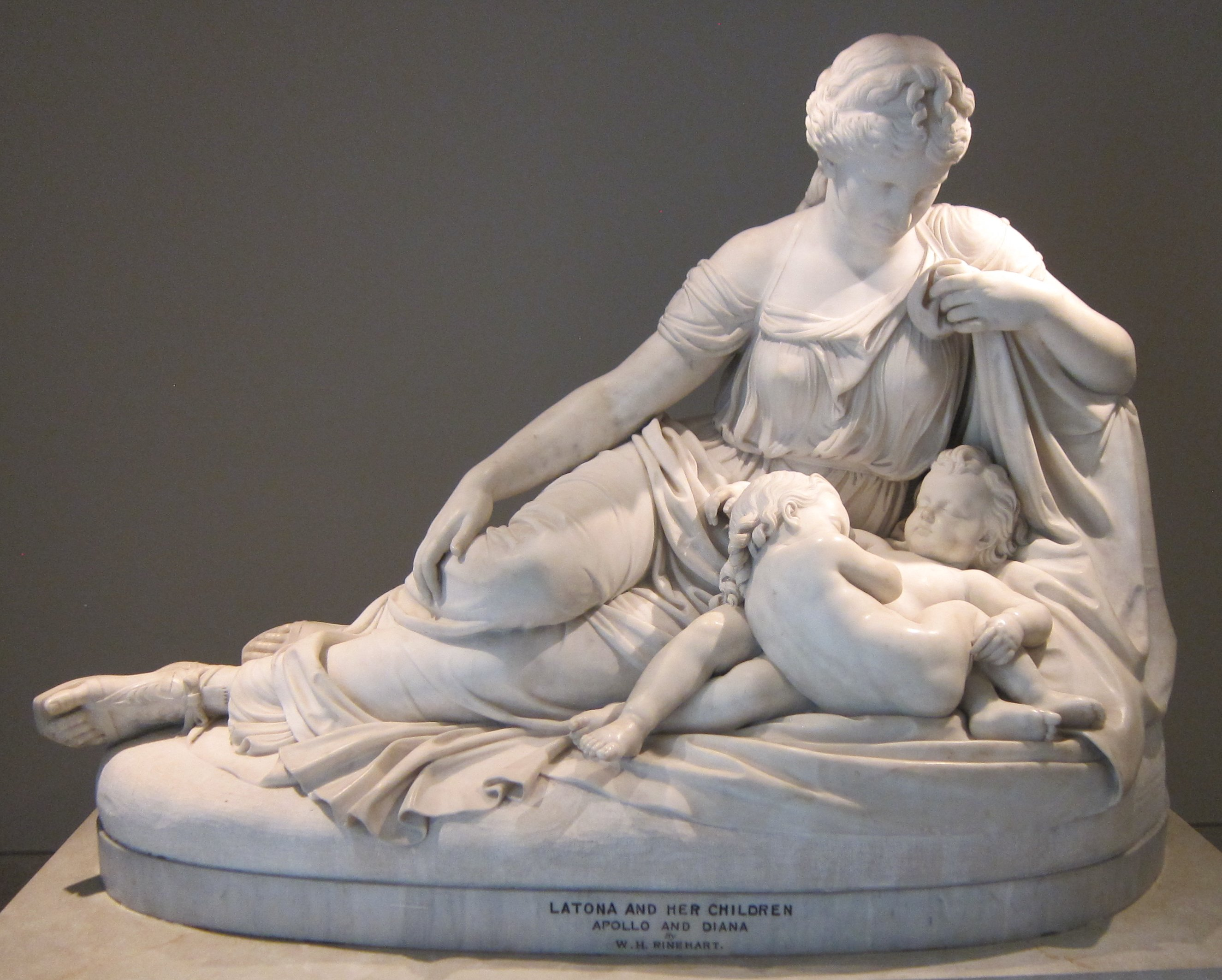
Léto et ses enfants Artémis et Apollon, William Henry Rinehart (en), 1874.
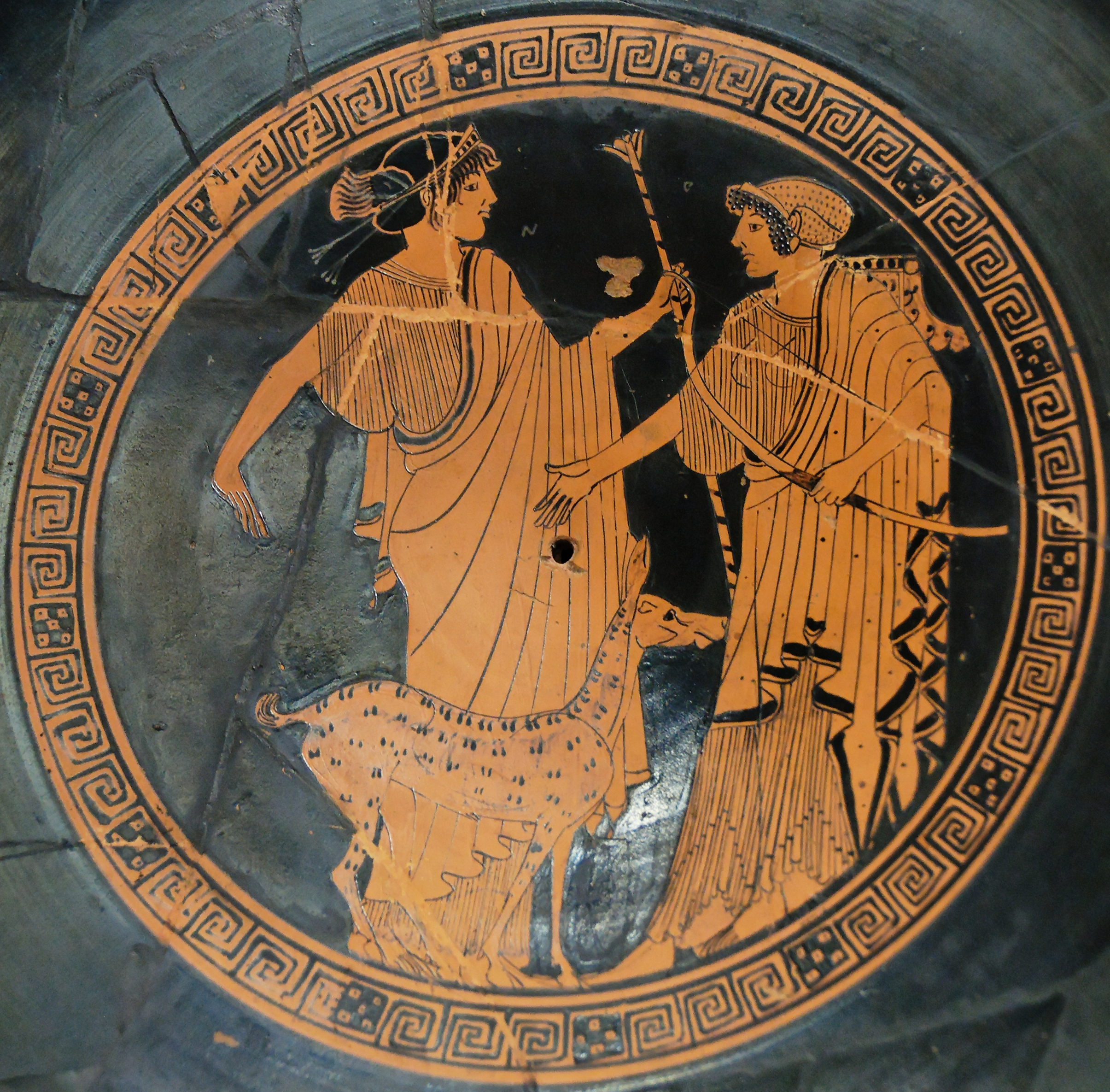
Apollon et Artémis, de Brygos (potier, signé), peintre de Briséis : tondo d'une tasse attique à figures rouges, vers 470, Musée du Louvre.

### L'enfance d'Artémis
Installée sur les genoux de Zeus, alors qu'elle n'a que 3 ans, elle lui demande :

« Accorde, ô mon père ! accorde à ta fille de rester toujours vierge, et de porter assez de noms divers pour que Phébus ne puisse le lui disputer. Donne-moi, comme à Phébus, un arc et des flèches. Que dis-je ?... non, mon père, ce n'est point à toi d'armer ta fille ; les Cyclopes s'empresseront bientôt de me fabriquer des traits, de me forger un carquois. Alors donne-moi l'attribut distinctif de porter des flambeaux et de revêtir une tunique à frange qui ne me descendra que jusqu'aux genoux, pour ne point m'embarrasser à la cuirasse. Attache à ma suite soixante filles de l'Océan, qui soient toutes à l'âge où l'on ne porte point encore de ceinture. Que vingt autres Nymphes, filles de l'Amnisus, destinées à me servir aux heures où je cesserai de percer les lynx et les cerfs, prennent soin de mes brodequins et de mes chiens fidèles. Cède-moi les montagnes. Je ne demande qu'une ville à ton choix. Diane rarement descendra dans les villes. J'habiterai les monts et n'approcherai des cités qu'aux moments où les femmes, travaillées des douleurs aiguës de l'enfantement, m'appelleront à leur aide. Tu sais qu'au jour de ma naissance les Parques m'ont imposé la loi de les secourir, parce que le sein qui m'a porté n'a point connu la douleur, et, sans travail, a déposé son fardeau. »

 Zeus, fier de sa fille, lui accorda ce qu'elle demandait et lui offrit trente villes au lieu d'une seule, des bois sacrés et des autels, ainsi que la protection des chemins et des ports.
À la suite de l'entretien avec son père Zeus, elle vola jusqu'en Crète afin de choisir ses suivantes : vingt nymphes âgées de 9 ans. Elle se dirigea ensuite vers l'île de Lipari où les cyclopes lui forgèrent un arc, un carquois et des flèches. Elle partit à la rencontre de Pan, dieu de la nature, qui lui offrit six chiens courageux et sept cynosurides (chiens de la race des lévriers). Au pied du Parrhasios, elle captura quatre immenses biches aux cornes d'or qui furent attelées à son char ; une cinquième biche fut réservée, selon le souhait d'Héra, pour les futures épreuves d'Héraclès. Elle finit son voyage en s'installant sur le mont d'Arcadie.

### La déesse farouche

#### Orion
Il existe trois légendes sur les rapports entre Artémis et Orion :
- Dans la première, Orion est son amant et elle le tue involontairement d'une flèche[réf. nécessaire]
- Dans la deuxième, elle lui aurait envoyé un scorpion venimeux qui le piqua lui et son chien. Les raisons sont diverses : soit il avait causé sa colère en la défiant à l'épreuve du disque, soit il aurait été coupable de viol, sur elle ou sur l'une de ses nymphes, Opis[15].
- Dans la troisième, Jeune homme, Orion voulut demander en mariage Merope, l’une des sept nymphes accompagnées de la déesse mais elle le rejeta. Selon une histoire, elle aurait épousé un mortel, le roi de Corinthe Sisyphe. Selon une autre histoire, Merope est devenue la fiancée d’Orion, mais son père, Œnopion, roi de Hia, a reporté le jour du mariage. Finalement, Orion perdit toute patience et abusa de Mérope, et afin de le venger, Enopion l’aveugla. Orion errait impuissant jusqu’à ce que le dieu Héphaïstos ait pitié de lui en envoyant son serviteur Cadalion pour l’aider. Celui-ci l’amena à la demeure du dieu du soleil, Hélios, et de la déesse de l’aube, Eos. Quand elle a vu Orion, Eos a versé une larme qui lui a rendu la vue. Voyant et voyant son guérisseur, Orion tomba amoureux d’elle, ce qui provoqua un tollé de la part des dieux qui ordonnèrent immédiatement à Artémis de le tuer avec ses flèches[réf. nécessaire].

Temple d'Artémis

#### Actéon

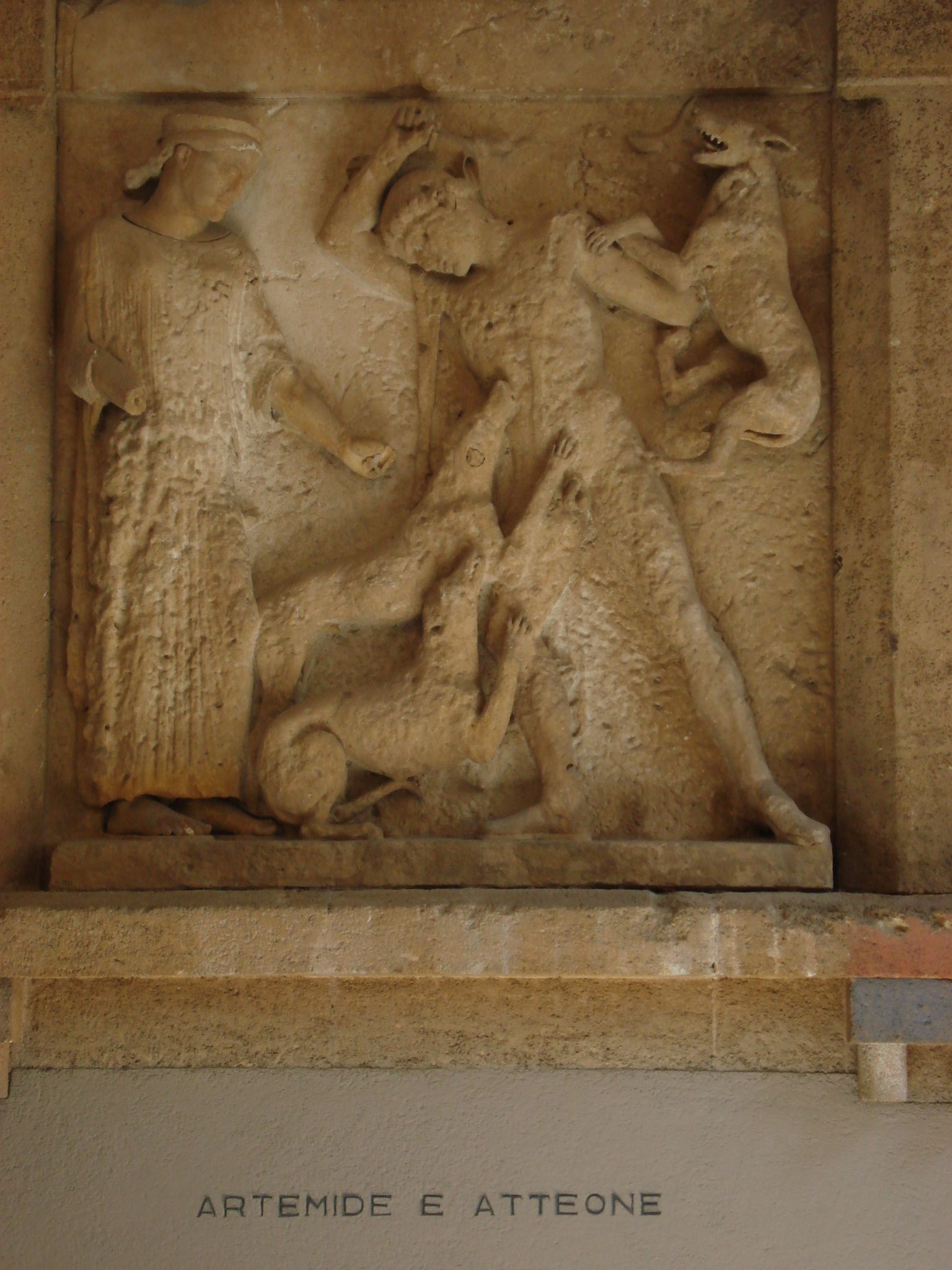
Artémis et Actéon, métope du temple E de Selinunte, milieu du

Plusieurs versions du mythe d'Actéon nous sont parvenues, bien que beaucoup soient fragmentaires. Fondamentalement, elles narrent toutes comment Artémis transforme Actéon en cerf pour une transgression, et comment il est ensuite tué par des chiens de chasse,. Habituellement, les chiens sont les siens, mais ne reconnaissent plus leur maître. Il est parfois dit qu'ils sont les chiens d'Artémis[réf. nécessaire].
Selon Lamar Ronald Lacy, la version d'origine la plus probable de la légende dépeint Actéon comme le compagnon de chasse de la déesse qui, la voyant nue dans sa source sacrée, tente de la violenter. Pour cet orgueil démesuré, il est transformé en cerf et dévoré par ses propres chiens. Cependant, dans certaines versions qui nous sont parvenues[Qui ?], Actéon est un étranger qui tombe par hasard sur Artémis. Les récits divergent également en ce qui concerne la transgression du chasseur : parfois simplement il voit la déesse nue, parfois il se vante d'être un meilleur chasseur qu'elle.

#### Siproïtès
Le jeune Crétois Siproïtès surprend Artémis nue alors qu'elle se baignait : la déesse le transforme en jeune fille,.

#### Méléagre
Artémis considère Méléagre comme un rival à la chasse.

#### Héraclès

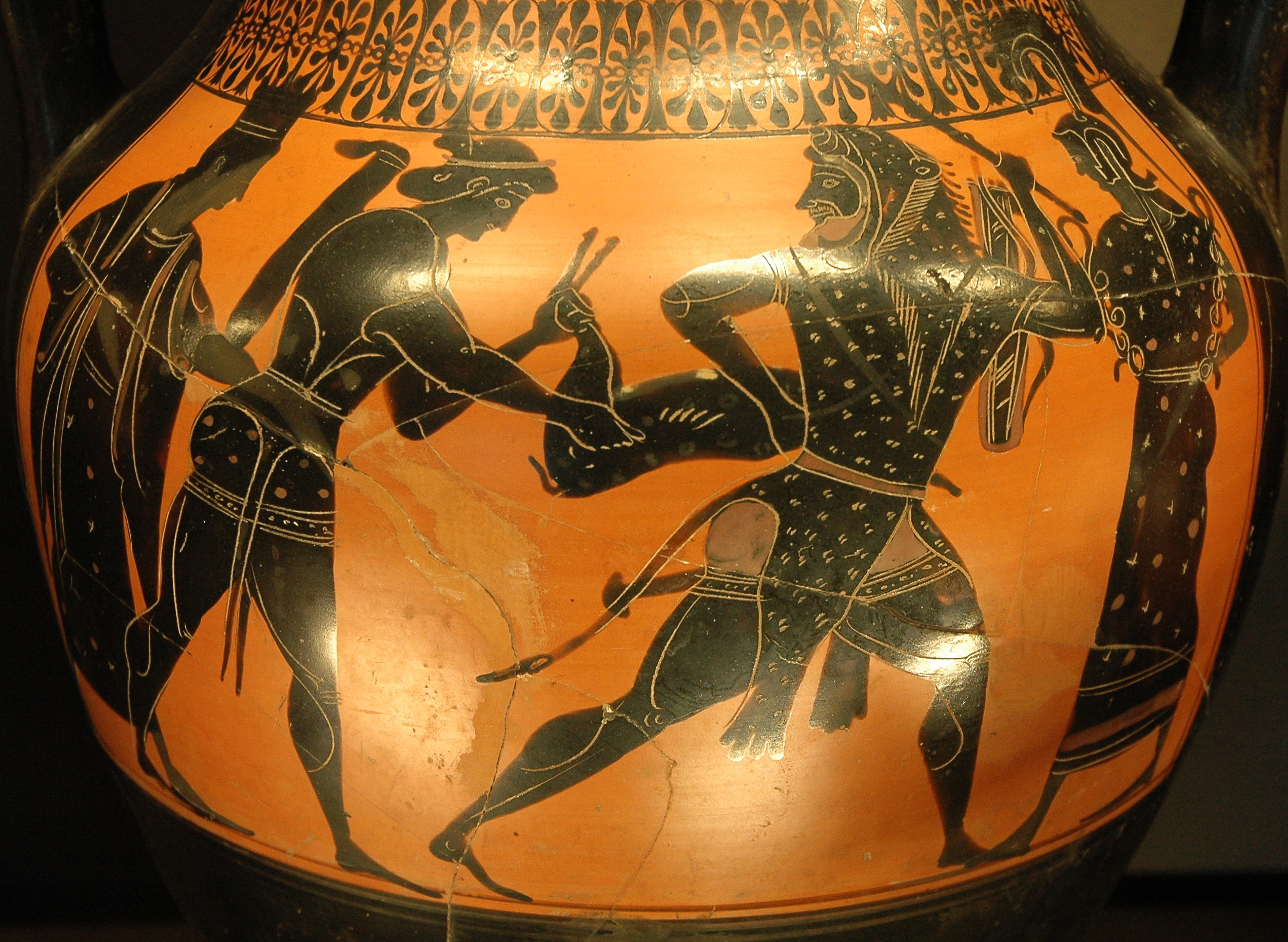
Artemis et Apollon voulant prendre la biche de Cérynie à Héraclès. Amphore à figures noires attique, 530–520 av. J.-C., Paris, Louvre F 234bis.

Artémis est furieuse contre Héraclès qui a capturé une de ses biches aux cornes d'or consacrées pour la ramener à son cousin Eurysthée, mais la biche n'ayant pas été blessée, sa colère s’apaise et elle finit par lui autoriser à l'emmener vivante jusqu'à Mycènes à condition de la relâcher ensuite.

#### Le sanglier de Calydon
À Calydon, ville d'Etolie, le roi Œnée oublie de sacrifier à Artémis lors d'une cérémonie. Pour se venger, elle envoie un énorme sanglier ravager le pays et tuer le bétail. Pour éliminer l'animal, le roi fait appel aux plus grands chasseurs. La chasse au sanglier de Calydon est un épisode fort de la mythologie grecque.

#### Agamemnon
Agamemnon, plein d'orgueil après une chasse au cerf, tient ces propos : « Artémis, elle-même n'aurait pu le tuer de la sorte ! ». Pour se venger de cet affront, elle immobilise sa flotte qui se préparait alors à partir pour Troie et exige le sacrifice de sa fille Iphigénie. Sur le bûcher, elle l'échange au dernier moment par une biche, et en fait une prêtresse dédiée à son culte dans un sanctuaire en Tauride.

#### Autres combats
Artémis tua :
- le géant Gration lors de la Gigantomachie[28].
- les Aloades, alors qu'Otos désirait l'enlever[29], meurtre parfois attribué à Apollon[30],[31].
- le monstre Bouphagos « mangeur de bœufs » en Arcadie[32].
- Callisto, afin de plaire à Héra (qui est jalouse de l'infidélité de Zeus) et pour la châtier de n'avoir pas su rester vierge[33].

Dans une autre version, c'est Arcas, le fils de Callisto, qui, à la demande d'Héra, allait transpercer sa mère d'une flèche lorsque Zeus la transforma en constellation : la Grande Ourse.
Elle est souvent associée à son frère :
- On lui chante, comme à Apollon, le péan[35].
- Armée d'un arc et de flèches offerts par les Cyclopes[36], Artémis assiste son frère Apollon dans son combat contre le serpent Python ainsi que dans la gigantomachie[réf. nécessaire].
- Ils massacrent les Niobides, fils et filles d'Amphion et de Niobé, à la suite de l'insolence dont Niobé fit preuve à l'encontre de Léto[37].
- Ils tuent le géant Tityos qui tenta de violer leur mère[38].
- Elle l'aide à se venger de Coronis[15].
- Pendant la guerre de Troie, elle est également à ses côtés pour défendre les Troyens[15].

De manière générale, elle envoie sur les femmes la mort soudaine, alors qu'Apollon se charge des hommes[réf. nécessaire]. Dans l’Iliade, Héra la qualifie ainsi de « lionne pour les femmes »[réf. nécessaire].

## Pouvoirs et fonctions

### La maîtresse de la nature sauvage et des animaux
Née sur l'île d'Ortygie (« l'île aux cailles »), ultérieurement appelée Délos, Artémis fait du pays des Hyperboréens sa résidence principale et y règne en maîtresse de la nature sauvage et des animaux. Une autre version la situe sur l'île crétoise de Paximadia[réf. nécessaire].
« Que toutes les montagnes soient les miennes », déclare-t-elle dans l'hymne de Callimaque de Cyrène. Elle erre aussi dans les agros, les terres en friches, incultes et peu fréquentées[réf. nécessaire].
Comme le souligne Jean-Pierre Vernant, elle « a sa place en bordure de mer, dans les zones côtières où, entre terre et eau, les limites sont indécises. ».

### La chasseresse

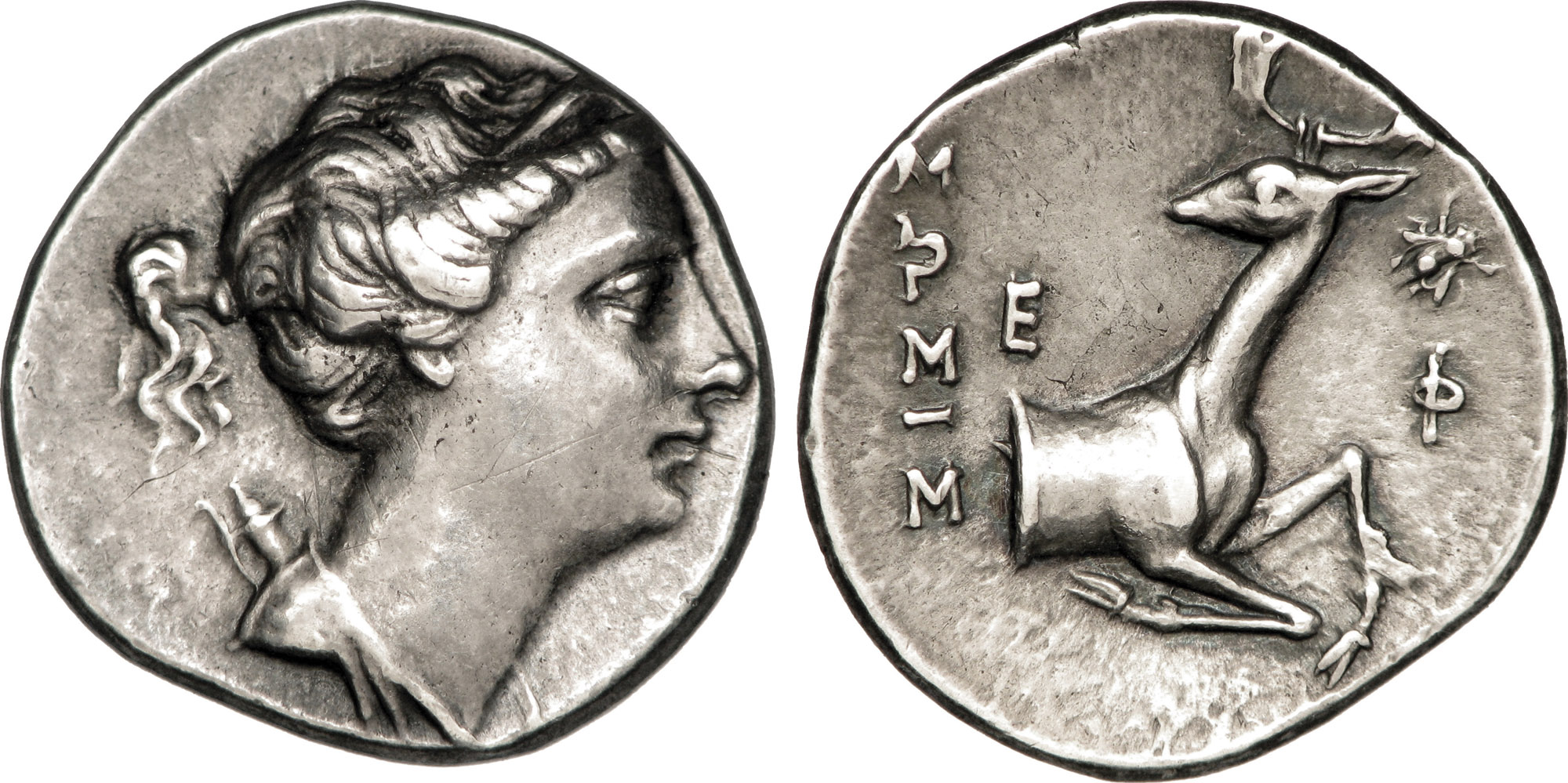
Didrachme d'Ionie représentant la déesse Artémis.

Artémis appartient avant tout au monde sauvage. Divinité chasseresse, elle est constamment entourée d'une troupe d'animaux sauvages, d'où son épiclèse de Ἡγημόνη / Hêgêmónê « Conductrice ».
L'Iliade en parle comme de « l'agreste Artémis […], la dame des fauves (πότνια θηρῶν / pótnia thêrỗn) ».
L'épiclèse Agrotera lui est souvent attribué, Pierre Ellinger le traduit par « chasseresse ». Madeleine Jost exprime plutôt l'idée que le terme dérive de agros et renverrait à la notion du monda sauvage, « le terrain découvert » faisant de la déesse celle « de la campagne où vivent les bêtes sauvages ».
Elle est aussi surnommée « la Bruyante » (Κελαδεινή / Keladeinế), elle mène sa meute et la pousse de la voix. On retrouve d'ailleurs au sanctuaire d'Artémis Orthia à Sparte, une compétition pour les jeunes gens de cris de chasse.
La biche symbolise bien son ambivalence : la bête est sa compagne favorite, et de nombreuses représentations la montrent à ses côtés.
Elle est souvent entourée de nymphes (les vingt nymphes du mont Amnisos, selon Callimaque) et de jeunes mortelles qu'elle mène à travers les forêts.
Artémis est surnommée khrysêlakatos « à l’arc d’or » par Homère et iokhéairê « l'archère » par Hésiode.
Sa dextérité à l'arc est illustrée dans l'épisode où elle tue par erreur son compagnon de chasse Orion.

### L'initiatrice

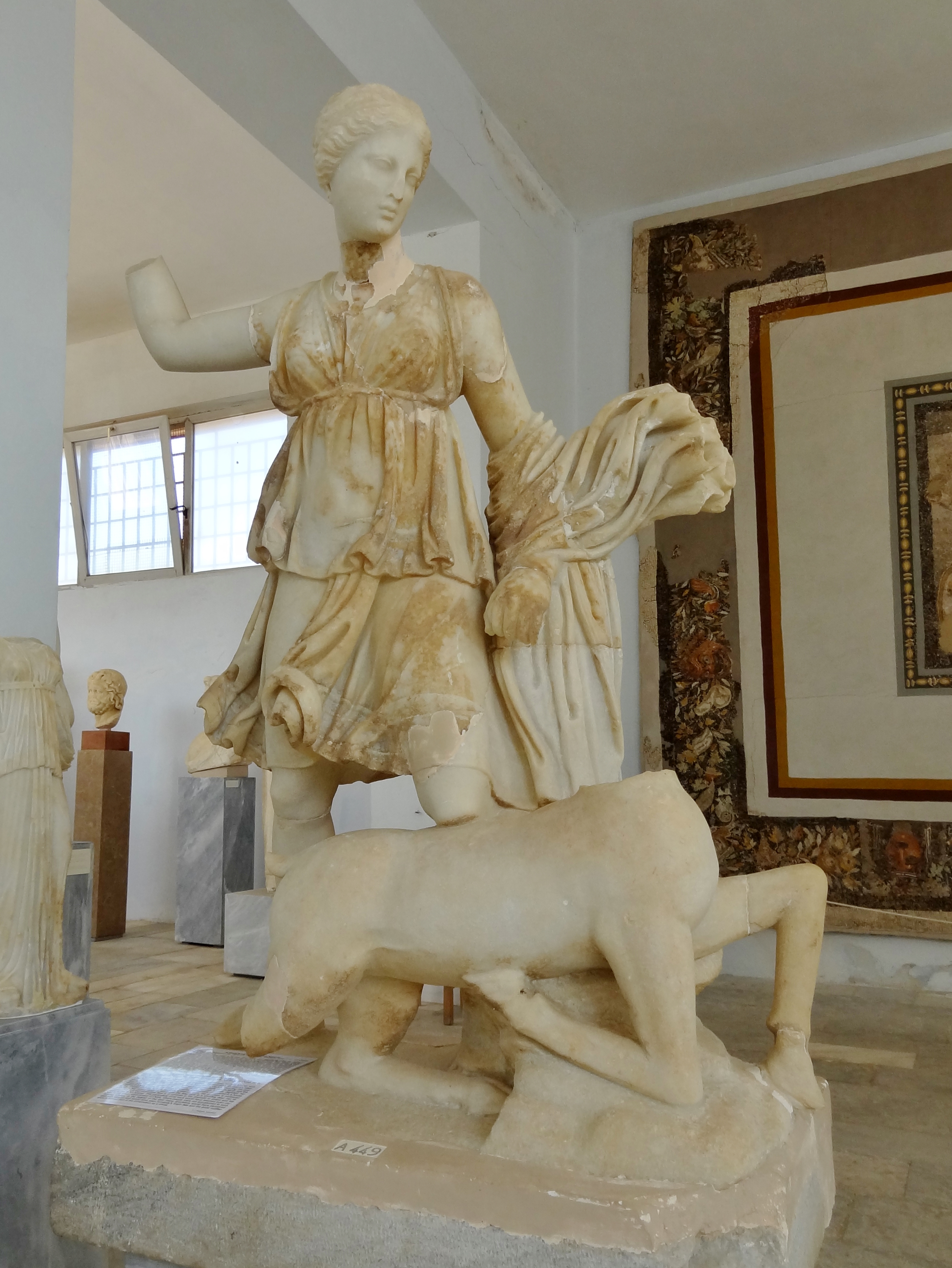
Sculpture d'Artémis de la cour de la maison III dans le quartier des théâtres de Délos, 125–100 av. J.-C., musée archéologique de Délos.

Toujours située à la frontière entre le monde civilisé et le monde sauvage, Artémis est aussi une κουροτρόφος / kourotróphos, qui préside à l'initiation des petits d'hommes et d'animaux et les accompagne jusqu'au seuil de la vie adulte.
Avec son frère Apollon, elle est la principale divinité qui veille à l'initiation des filles et des garçons, à leur passage à l'état adulte. Cette initiation s'effectue dans la nature sauvage qui est le domaine de la déesse.

### La vierge
Tout comme Athéna et Hestia, Artémis est une déesse « vierge ». Elle a demandé à son père l'autorisation de garder sa virginité pour toujours.
Pour Plutarque, elle est celle qui s’abstient de tout commerce sexuel avec des hommes[réf. nécessaire].
Elle punit sévèrement les hommes qui tentent de la séduire : « Tristes noces, celles que briguèrent Otos et Orion. »
Artémis exigeait de ses compagnes la même chasteté[réf. nécessaire].

### La protectrice des accouchements
Artémis est associée aux accouchements. Les témoignages de gratitude après une naissance heureuse consistent souvent en des offrandes simples. Les vêtements, parfois utilisés pour l'habillement des statues, et les mèches de cheveux semblent également des offrandes privilégiées dans le culte d'Artémis. Les remerciements pour l'accouchement appuient les prières de protection pour l'enfant. Parmi les autres dons figurent notamment des statues de bébés ou de petits enfants.
Dans Iphigénie en Tauride d'Euripide, Athéna déclare que le tissage des femmes mortes en couches était offert à Iphigénie enterrée à Brauron, cette dernière est généralement considérée comme une hypostase d'Artémis.

### Le feu divin
Plusieurs études ont suggéré qu'Artémis pourrait être un ancien feu divin comme semblent le prouver différents aspects de son culte. Ce feu justifie son qualificatif de phōsphóros « qui apporte la lumière ».
- À Patrai, lors de la fête annuelle d'Artémis Laphria, on jetait dans les flammes d'un grand bûcher des animaux sauvages et domestiques, des oiseaux, des fruits[50].
- Le rite grec de l'amphiphôn, offrande à Artémis Mounichia, à la lumière des torches, rappelle l'effet que le feu exerce sur les bêtes sauvages qu'il attire mais empêche de s'approcher[51].
- Au temple d'Artémis Perasia à Castatsala en Cilicie, les prêtresses marchent pieds nus sur des charbons ardents sans en souffrir[52].

Fritz Graf considère également que le rôle d'Artémis en tant que déesse protectrice et purificatrice pourrait avoir un lien symbolique avec la lumière et le feu, considérés comme des éléments apotropaïques.

## Épithètes et attributs

### Épithètes
- Agrotera (Artémis chasseresse),
- Brauronia (Artémis originaire de Brauron en Attique),
- Cynthia (du mont Cynthe ou Kynthos sur l'île de Délos)
- Delia (Artémis originaire de Délos),
- Locheia (déesse de l'accouchement et des sages-femmes),
- Kourotrophos (nourrice)[54].
- Phosphoros « qui apporte la lumière » (associé à la Lune).

### Attributs

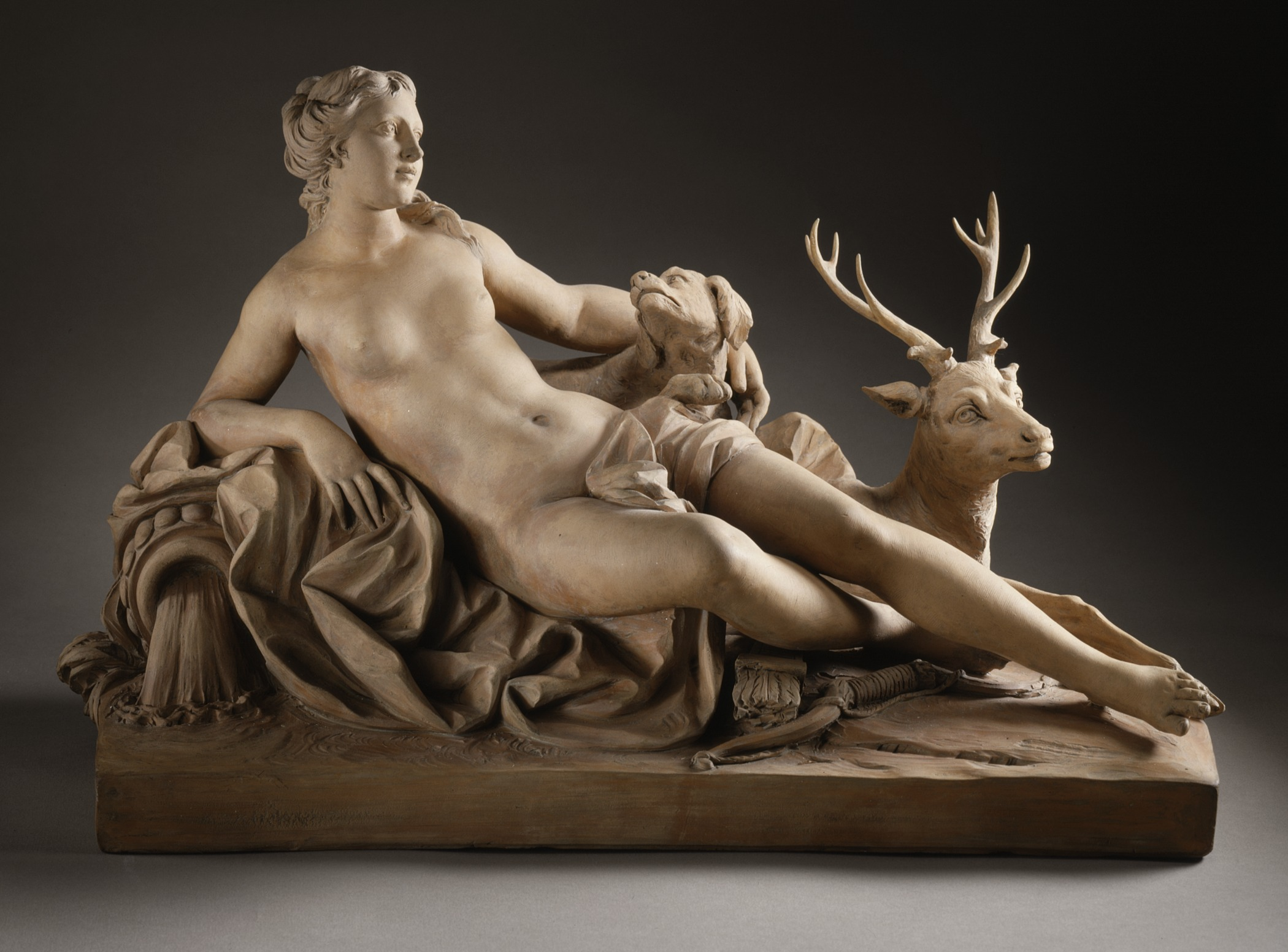
Artémis accompagnée d'un cerf et d'un chien.

- l'arc, le carquois et les flèches.
- le croissant de Lune.
- l'ours, le cerf et la biche, le chien[15].
- la myrte, le sapin blanc, l'amarante, le cyprès, le cèdre, le noisetier, le saule, la marguerite, l'armoise commune, le palmier dattier[réf. nécessaire].

## Variantes locales d'Artémis: sanctuaires et cultes

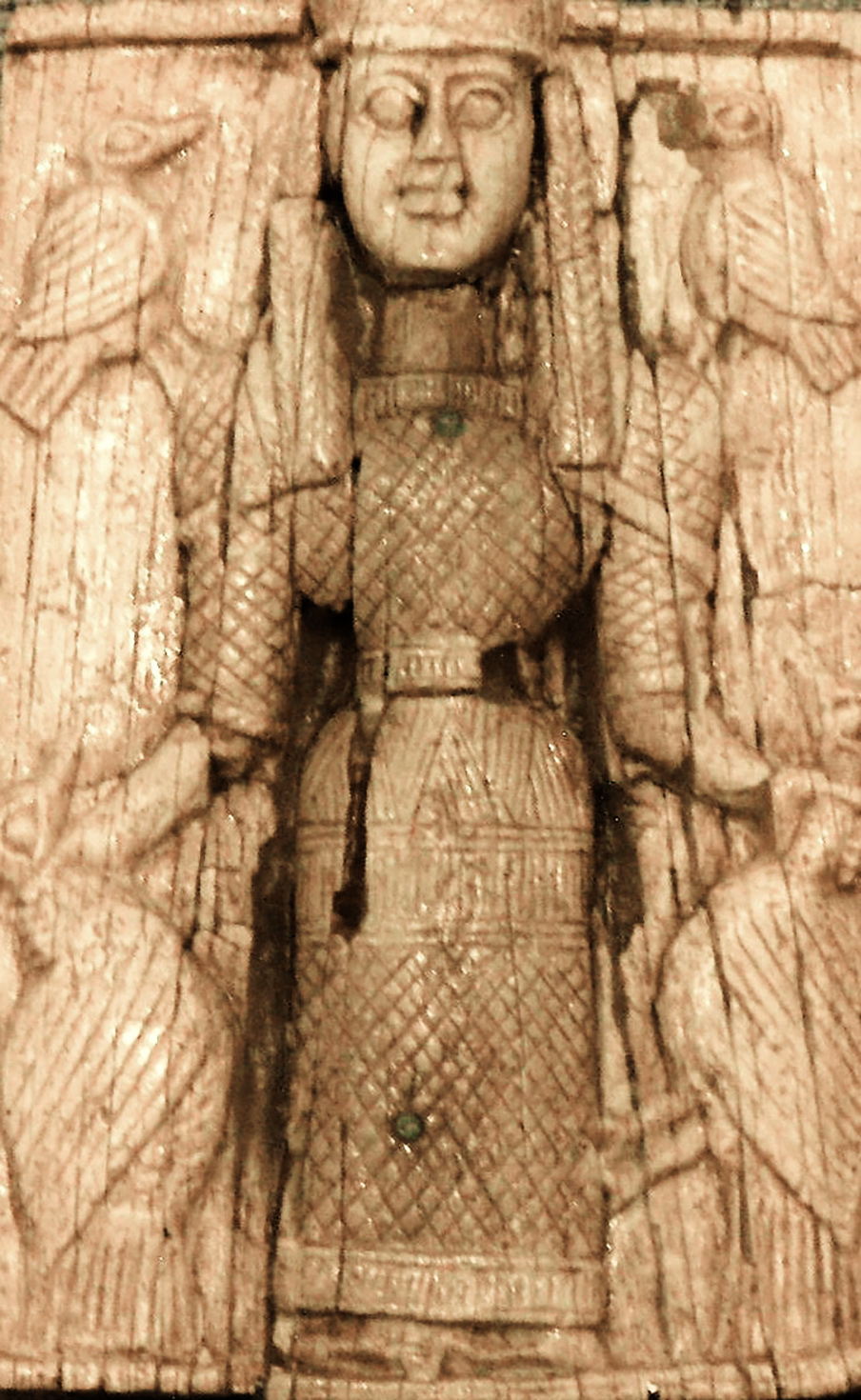
Offrande votive à la déesse Artemis Orthia sous son aspect de Potnia Theron (protectrice de la faune) dans une sculpture archaïque (Musée national d'archéologie d'Athènes).
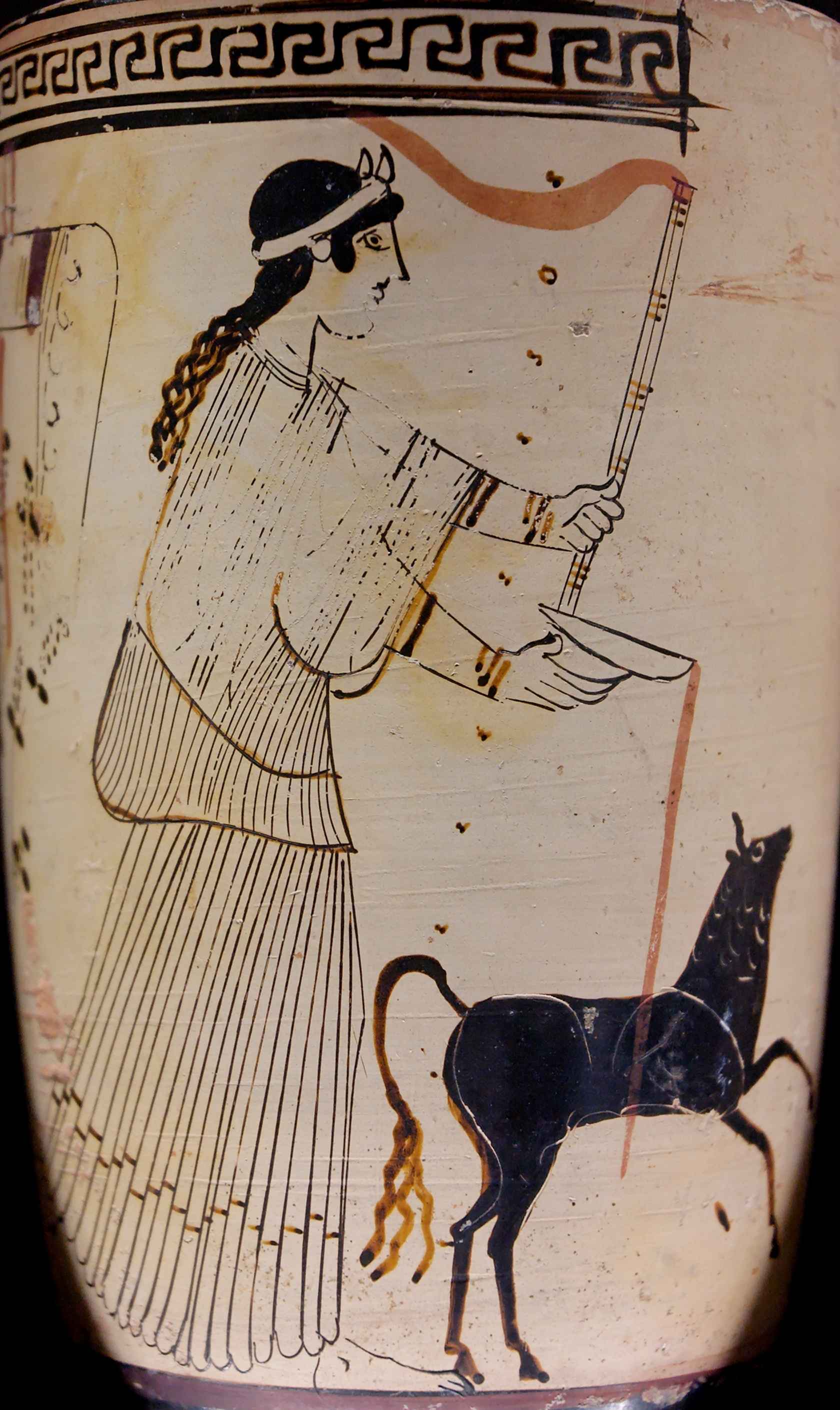
Artémis versant une libation, lécythe attique à figures blanches à la manière du Peintre de Bowduin, 460-450  av. J.-C., musée du Louvre.

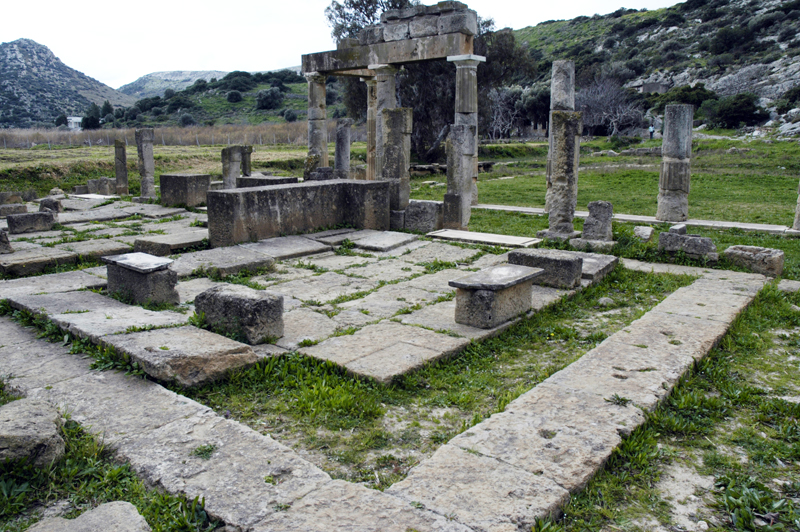
Sanctuaire d'Artémis Brauronia, anastylose partielle.

- Le temple d'Artémis à Éphèse est l'une des Sept Merveilles du monde ;
- Le temple d'Artémis à Corfou
- le sanctuaire du lac Stymphalia en Arcadie ;
- le sanctuaire d’Olbia (actuelle Hyères) ;
- le sanctuaire d'Artémis Orthia à Sparte ;
- le Brauron, sanctuaire d’Artémis en Attique ;
- le Mounichie, sanctuaire d'Artémis au Pirée (principal port d'Athènes) ;
- le sanctuaire d'Artémis Tauropole à Halae Araphenides (en) (au nord de Brauron) ;
- le sanctuaire d'Artémis à Amárynthos sur l'île d'Eubée[55]
- le temple d'Artémis dans le sanctuaire d'Apollon à Délos.

### Artémis d’Amarynthos
Un sanctuaire dédié à la déesse Artémis a été localisé à Amárynthos par l'École suisse d’archéologie à partir d'une intuition de l’archéologue Denis Knoepfler. Des fouilles réalisées sur le site en 2017 ont permis de confirmer l’existence du sanctuaire, après que des inscriptions au nom d’Artémis aient été retrouvées sur d'anciennes stèles réemployées dans les marches d'un puits du IIe siècle,. Il est constitué de nombreuses structures monumentales construites entre VIe siècle av. J.-C. et le IIe siècle av. J.-C. dont un portique de 70 m de long séparé par une colonnade centrale et s'ouvrant largement sur l'aire du sanctuaire où un autel sacrificiel était disposé au centre, suivi perpendiculairement par le temple d'Artémis à proprement dit. Une voie sacrée de 11 km, bordée de tombes et de monuments publics, reliait la cité-État d’Érétrie au sanctuaire.
Des inscriptions, datant du IVe siècle av. J.-C., indiquent que le sanctuaire d'Amarynthos accueillait une fête annuelle d'une semaine à l'équinoxe de printemps appelée les Artémisia. Toutes les générations y étaient conviées. D’après le géographe et historien antique Strabon, celle-ci donnait lieu à un grand défilé militaire durant lequel paradait le corps civique représentant les six tribus d’Érétrie : 3 000 hoplites, 600 cavaliers et 60 chars de guerre. Artémis était alors honorée par les Erétriens comme la déesse médiatrice, « celle qui se tient au milieu », comme l’indique un décret officialisant la création d’un concours musical en son honneur en 335 av. J.-C.. Le sacrifice d'animaux et les offrandes votives y étaient largement pratiquées. Plus de 600 objets comme des statuettes, des vases, des miroirs ou des bijoux ont été retrouvés lors des fouilles à partir de 2020.
Le sanctuaire atteignit son apogée au IIIe siècle av. J.-C.. D’après Denis Knoepfler, il fut probablement saccagé lors des guerres de Mithridate au Ier siècle av. J.-C. puis partiellement restauré sous l’Empire romain au Ier siècle pour être progressivement abandonné et servir de carrière avec l'essor de la chrétienté au IIIe siècle,.

### Artémis en Tauride
Le sanctuaire d'Artémis en Tauride donnait lieu à un culte sanglant. Tous les étrangers qui entraient sur son territoire étaient cruellement sacrifiés. La légende raconte qu'Artémis enleva Iphigénie, fille d'Agamemnon, afin d'en faire sa prêtresse.
D'après Euripide, la statue de culte en bois d'Artémis fut volée par Iphigénie et son frère Oreste et déposée dans le sanctuaire d'Halae Araphenides (en), un sanctuaire situé au nord de Brauron sur la côte est.
Elle y était aussi déesse de la lumière, personnification de la Lune, qui erre dans les montagnes. Elle était représentée conduisant un char tiré par quatre taureaux, couronnée d'un croissant de lune et portant un flambeau[réf. nécessaire].

### Artémis d'Éphèse
Le temple d'Artémis à Éphèse ou Artémision était considéré comme une des sept merveilles du monde, d'origine très ancienne, il fut plusieurs fois détruit et reconstruit. Les statues de l'Artémis d'Éphèse qui y étaient vénérées sont très différentes des autres représentations connues de la déesse.
L'Artémis d'Éphèse est dépourvue de membres inférieurs. Elle est engoncée de la taille aux pieds dans un fourreau qui descend jusqu'au sol. Une tour à plusieurs étages lui sert de couvre-chef ; des lions sont représentés sur chaque bras ; sur la poitrine et l'estomac, seraient représentées plusieurs rangées de formes rondes que certains rapprochent des kuršaš, sacs de cuir magiques anatoliens mentionnés dans la littérature hittite ou de mamelles, ou de testicules de taureau.
Tout le bas du corps est parsemé de différents animaux, de bœufs ou taureaux, de cerfs, de sphinx, d'abeilles, d'insectes, etc. On y voit même des arbres et différentes plantes, tous symboles de la nature et de ses innombrables productions. Nombre de ces animaux sont de souche locale, comme l'épervier que l'on retrouve souvent perché sur un mât au-dessus de la déesse. C'est aussi le cas des poissons, coquillages, crabes, qu'on ne trouve guère que chez l'Ephésienne. Ces diverses représentations de la déesse semblent se rapporter à un culte primitif d'origine asiatique adressé à la Nature et à sa fécondité.

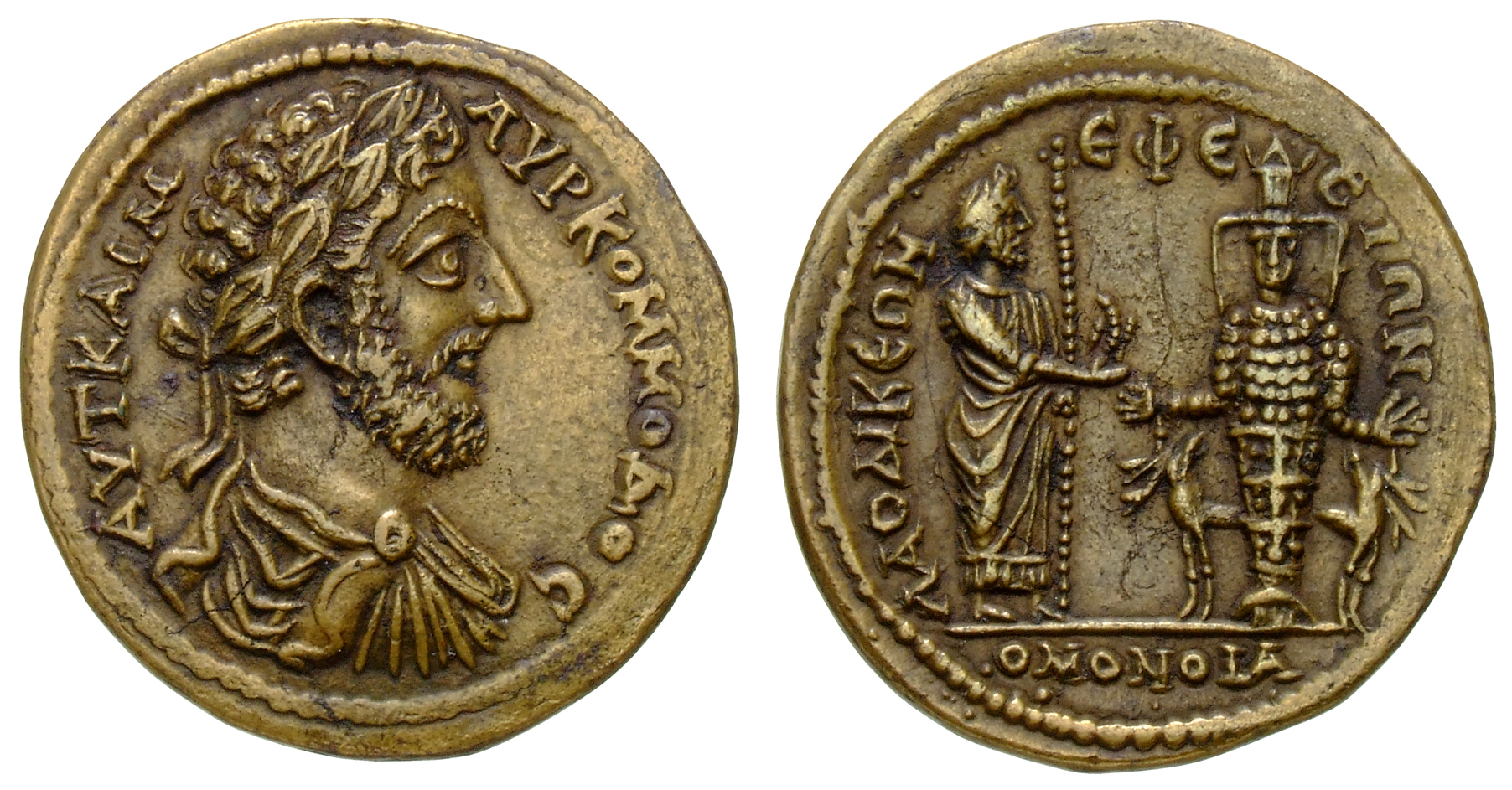
Monnaie de l'empereur romain Commode frappée à Laodicée du Lycos, vers 185.
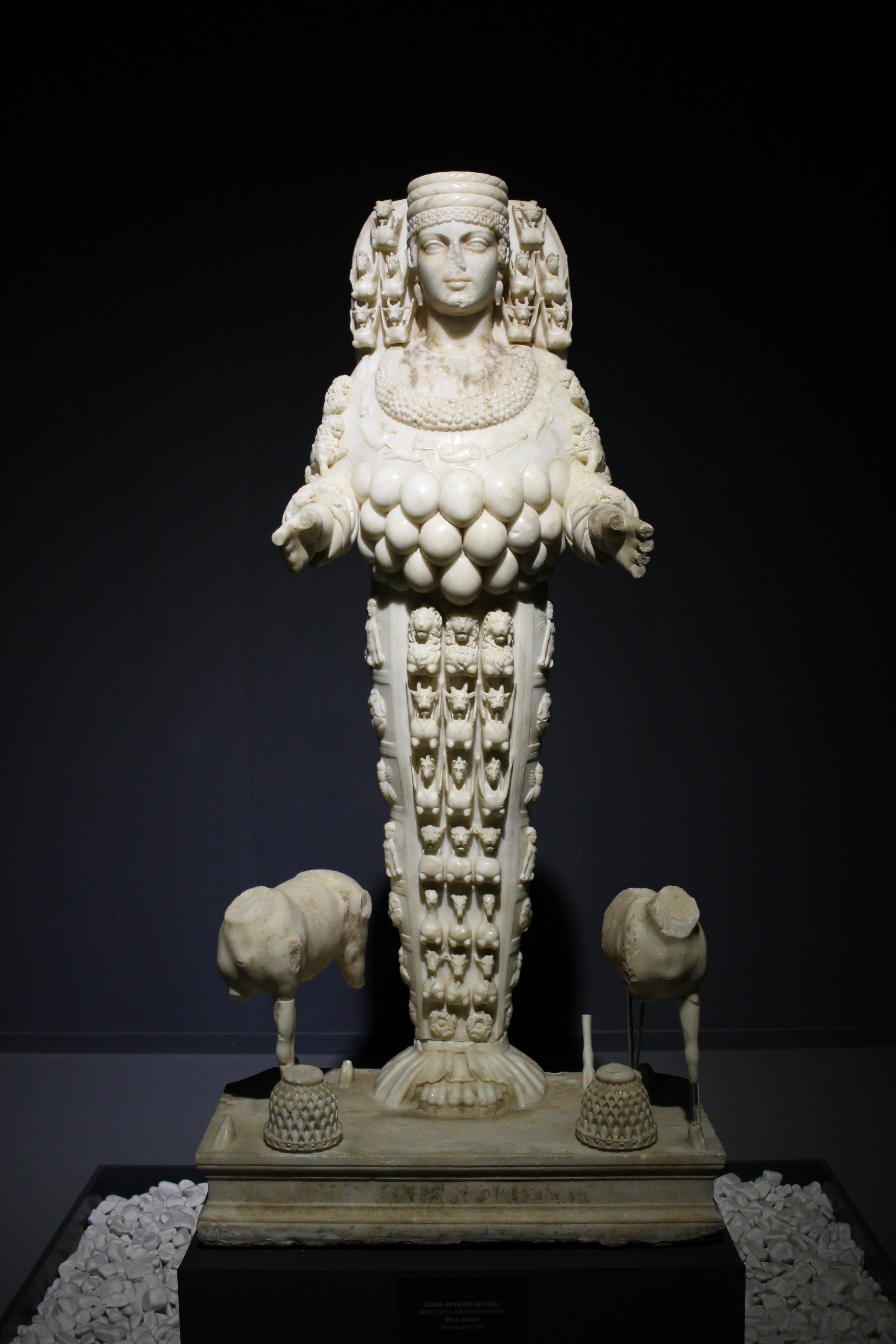
Artémis multimammia du type d'Éphèse, IIe siècle av. J.-C., musée de Selçuk.
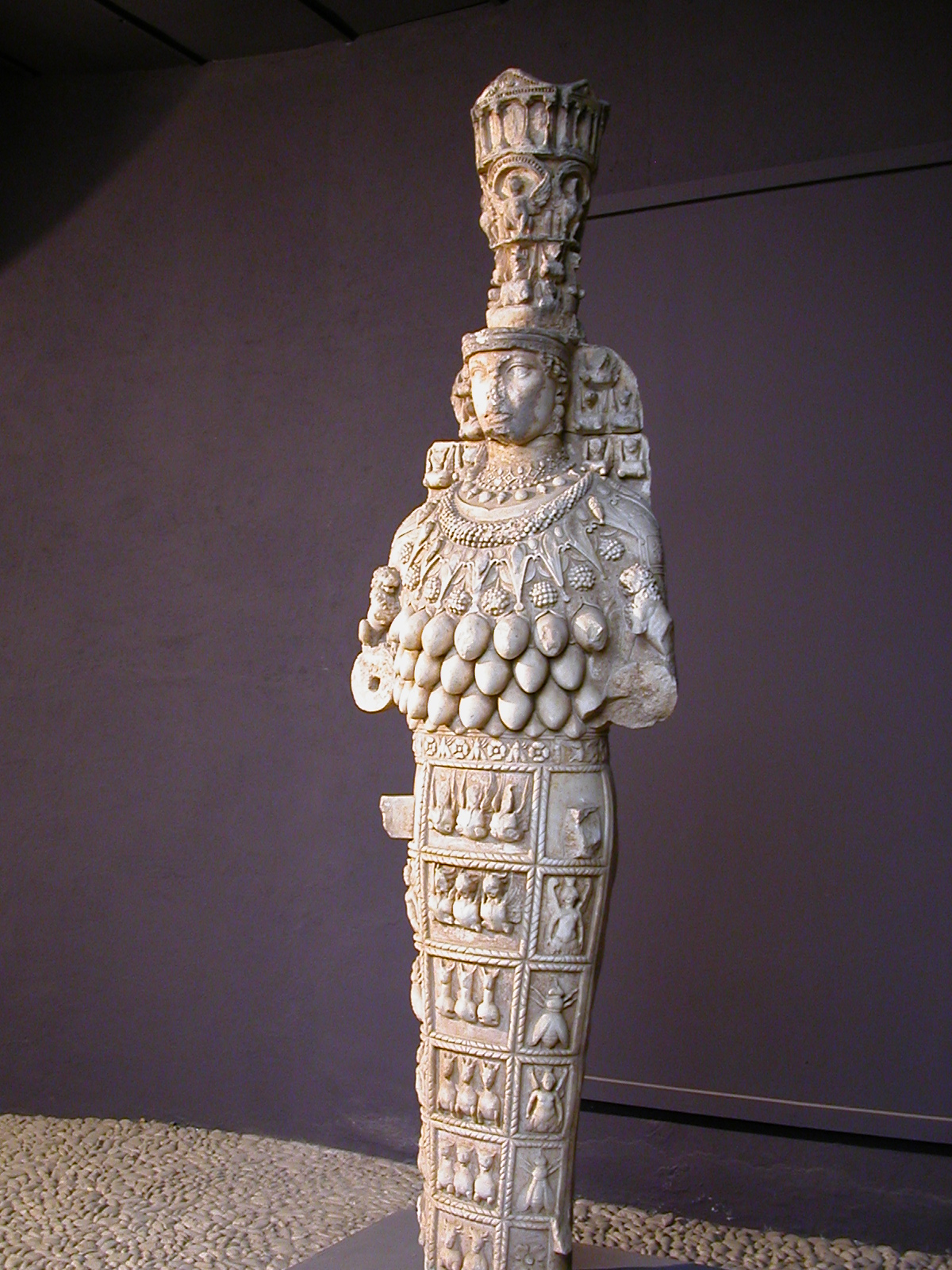
Artémis d'Éphèse, Vienne, musée d'Éphèse.
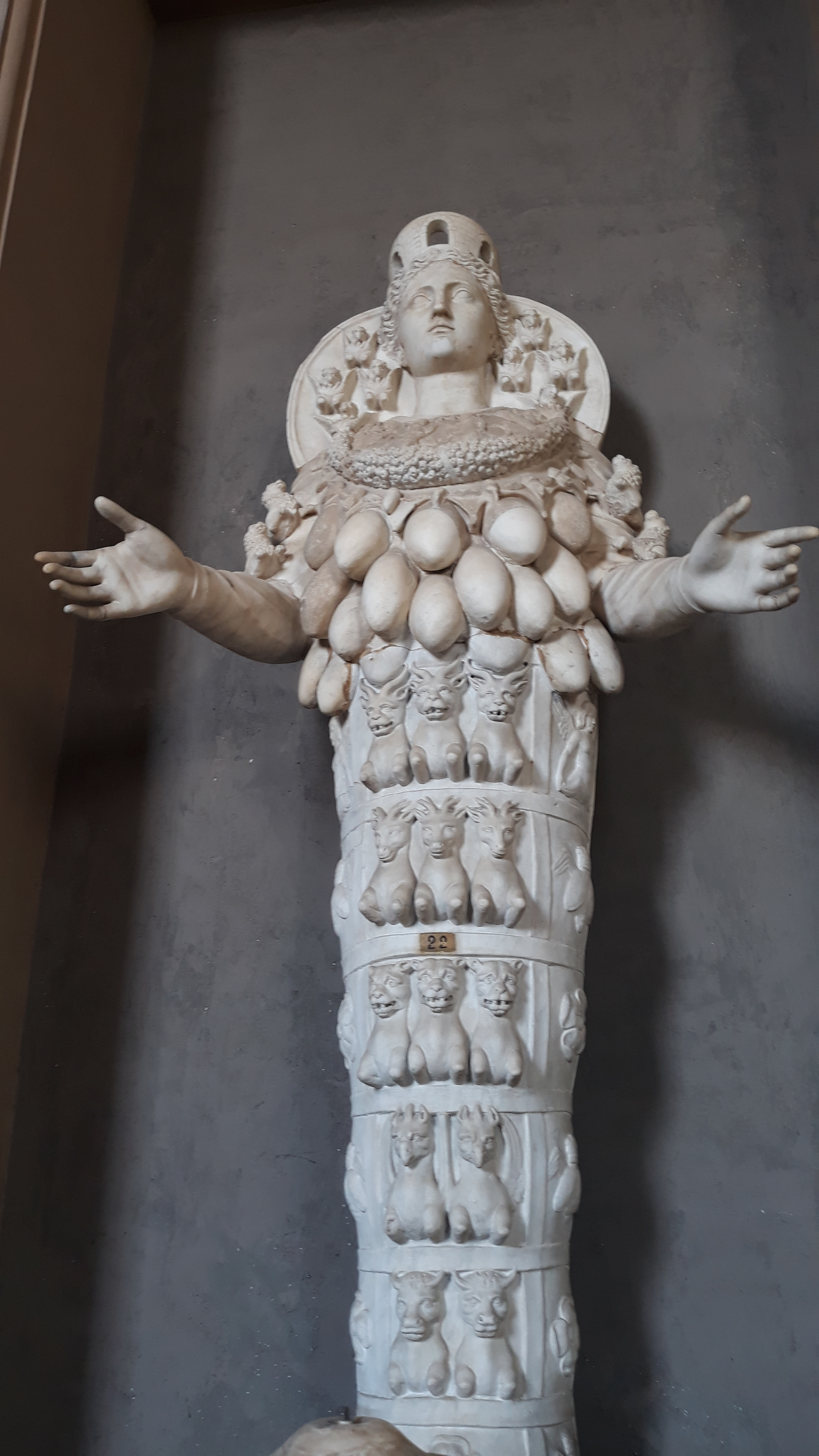
Artémis polymaste, copie romaine, IIe siècle, Galerie des Candélabres, musées du Vatican.

## Évocations artistiques
La déesse est souvent représentée en habit de chasse, les cheveux noués par derrière, la robe retroussée avec une seconde ceinture (chiton), le carquois sur l'épaule, un chien à ses côtés, et tenant un arc bandé dont elle décoche une flèche. Elle a les jambes ainsi que les pieds nus, et le sein droit découvert. Elle est quelquefois chaussée de brodequins. Souvent elle a un croissant au-dessus du front, symbole de la Lune. On la représentait chassant, ou dans le bain, ou se reposant des fatigues de la chasse[réf. incomplète].
Il existe aussi une fresque d'Artémis, Diana, retrouvée dans l'ancienne ville de Stabiae. Elle a été réalisée au Ier siècle par un artiste inconnu. Elle est actuellement conservée au Musée archéologique de Naples.

## Développements ultérieurs

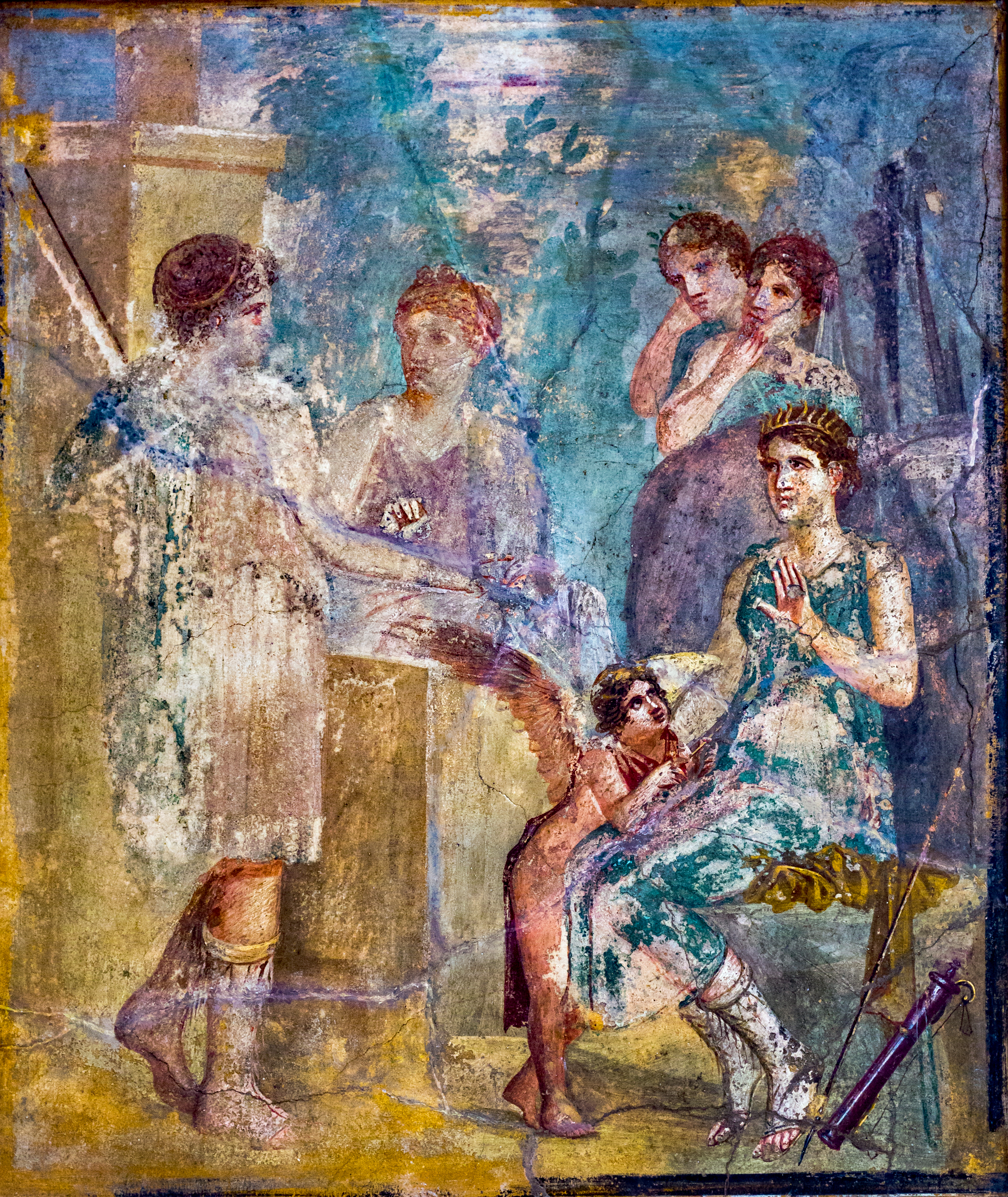
Artémis (assise et coiffée d'une couronne rayonnante), la belle nymphe Callisto (à gauche), Éros et autres nymphes. Fresque antique de Pompéi.

### Assimilation à Diane
Très tôt, les Romains adoptèrent les dieux grecs et leurs légendes et les ajoutèrent à leurs propres croyances. En 399 av. J.C., la déesse Artémis fut ainsi assimilée à la déesse Diane dans la mythologie romaine.
Au Moyen Âge et à la Renaissance, le latin devient la langue dominante en Europe, notamment dans le domaine culturel. Les noms mythologiques apparaissent alors très souvent sous une forme latine. Le nom latin Diane remplace couramment celui d’Artémis dans les représentations artistiques[source insuffisante].
Ainsi les deux déesses, originellement différentes, sont unies dans leur représentation : on produit donc souvent des représentations d'Artémis sous le nom de Diane, de la même façon que le nom de Neptune est associé aux représentations de Poséidon.

### Époque moderne

#### Peinture
La mythologie grecque devient un sujet de prédilection pour les peintres pendant la Renaissance, une période marquée par la redécouverte de la littérature, de la philosophie et des sciences de l'Antiquité.
À la fin du XVIe siècle, le peintre vénitien Titien réalise ainsi pour le compte du roi Philippe II d'Espagne deux toiles représentant le mythe d’Actéon et d’Artémis :
- le premier tableau, Diane et Actéon, réalisé entre 1556 et 1559, représente l'instant où Actéon surprend la déesse Artémis (sous le nom de Diane) en train de prendre un bain en compagnie de ses nymphes[68] ;
- le second, La Mort d'Actéon, représente la vengeance de la déesse. Il décrit le moment où Actéon, transformé en cerf par Artémis, est tué par ses propres chiens[69].

À la fin du XVIIIe siècle, le peintre écossais Gavin Hamilton, qui choisit la majorité de ses sujets dans l'Antiquité, représente la déesse Artémis en compagnie de son frère, dans un tableau intitulé Apollon et Artémis.
En 1772, le français David met en avant la déesse grecque dans une de ses toiles intitulée Diane et Apollon perçant de leurs flèches les enfants de Niobé. Le tableau représente le moment où Apollon et Artémis décochent leurs flèches afin de tuer les enfants de Niobé, qui s’était vantée d'avoir eu plus d’enfants que leur mère Léto. David présente le tableau au concours du grand Prix de Rome la même année, mais n’obtient pas le premier prix, ce qui déclenchera une polémique entre le peintre et le jury de l’Académie royale de peinture et de sculpture, à la suite d'accusations de vote arrangé.

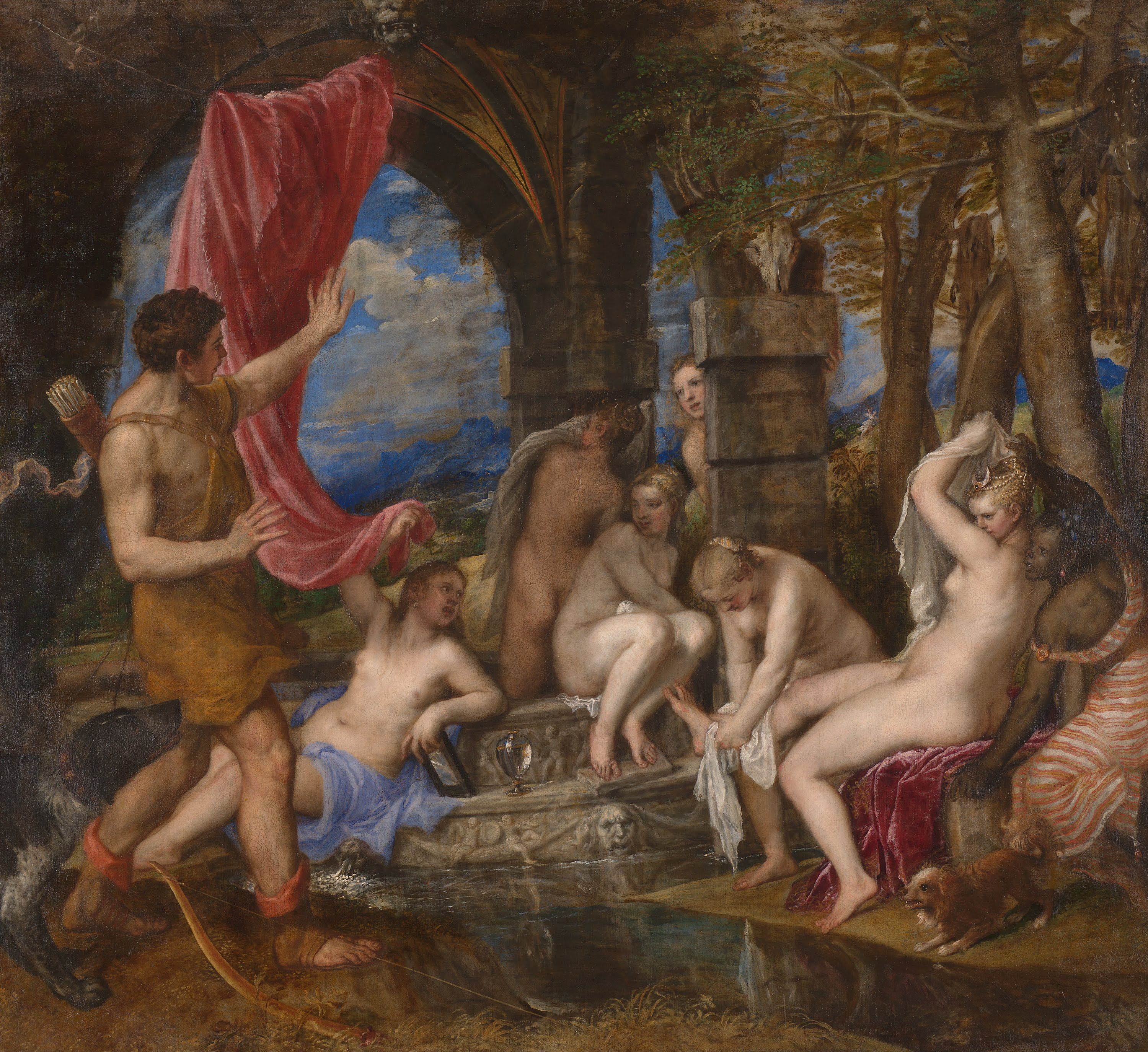
Diane et Actéon par Titien (entre 1556 et 1559).
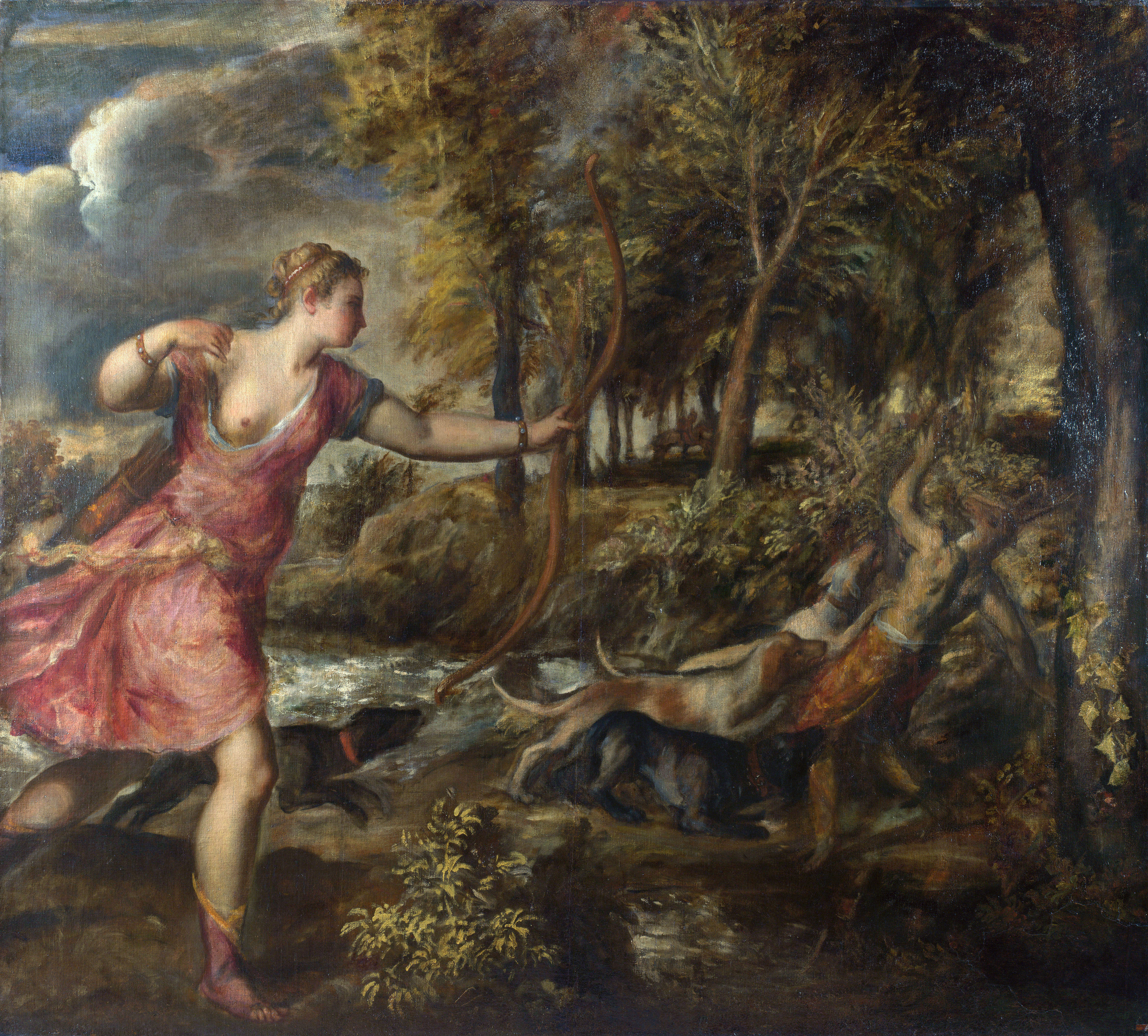
La Mort d'Actéon par Titien (entre 1559 et 1575).
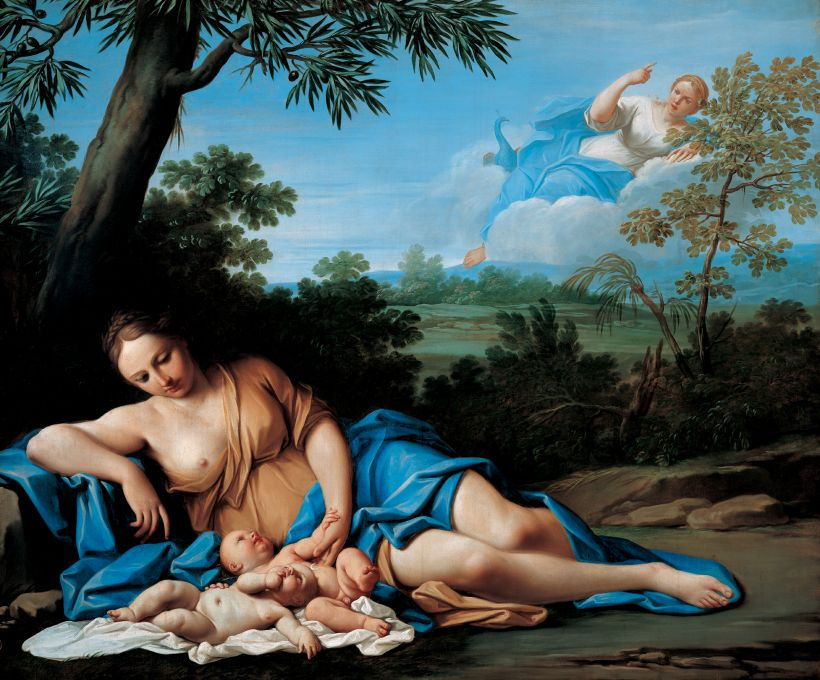
Naissance d’Apollon et d’Artémis par Marcantonio Franceschini (vers 1692-1709).
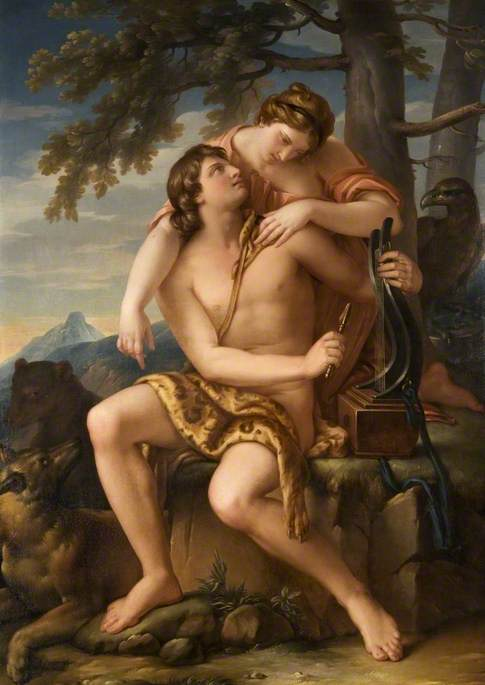
Apollon et Artémis par Gavin Hamilton (1770).
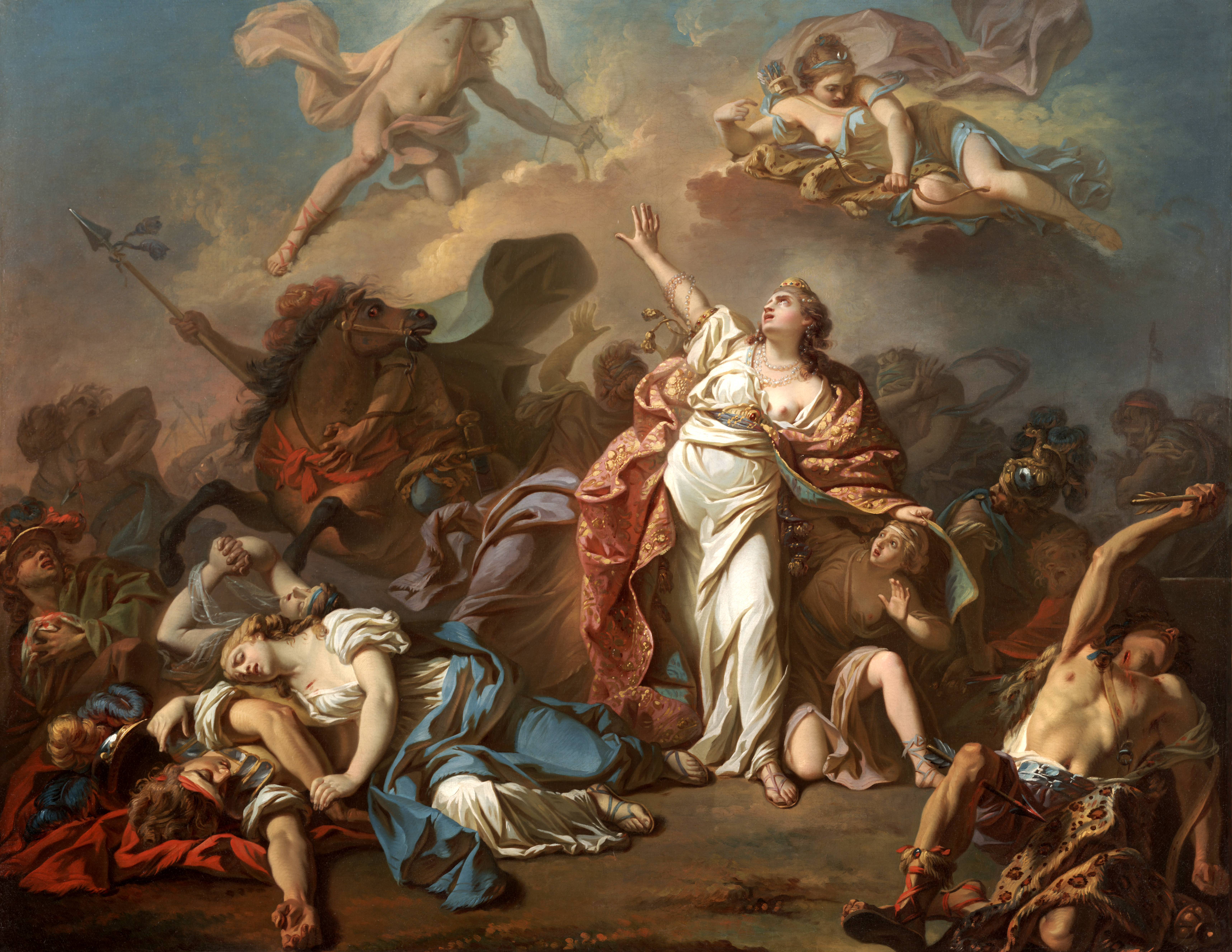
Diane et Apollon perçant de leurs flèches les enfants de Niobé par Jacques-Louis David (1772).
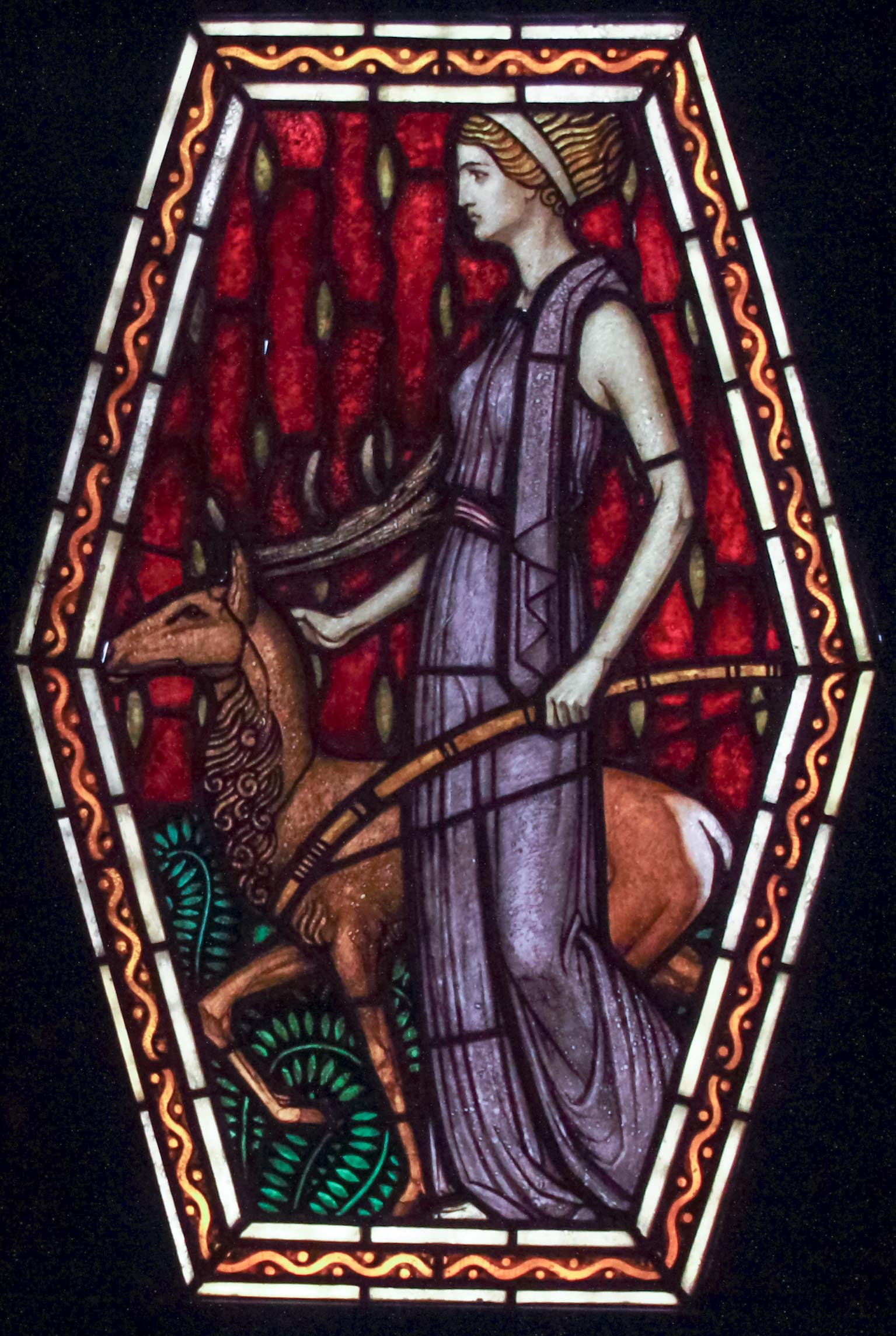
Artémis. Vitrail de Géza Maróti (1875-1941). Musée des arts appliqués de Budapest.

#### Littérature

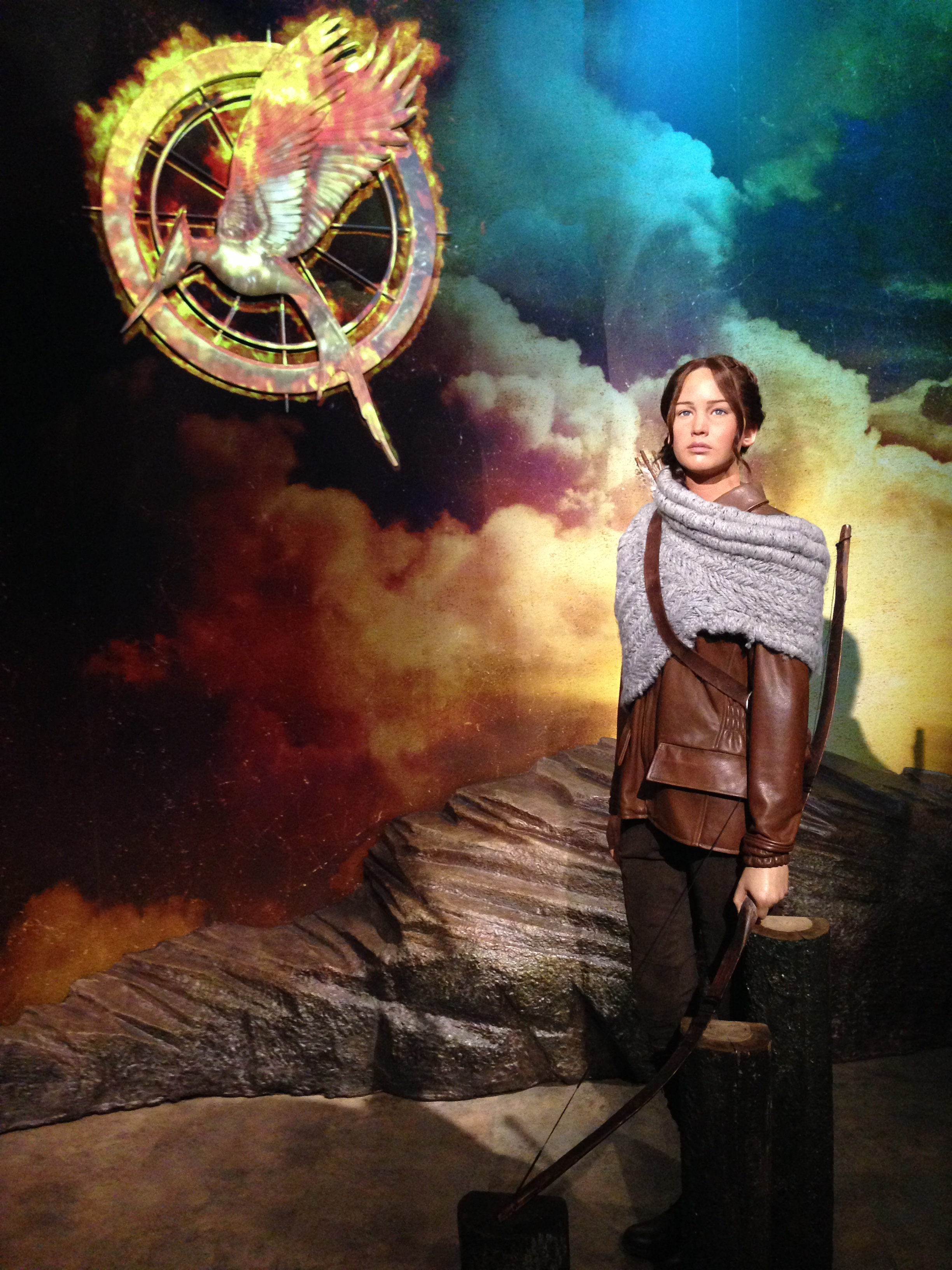
Dans Hunger Games, Jennifer Lawrence incarne Katniss Everdeen, un personnage inspiré de la déesse Artémis.

Dans la trilogie de science-fiction Hunger Games, l'héroïne Katniss Everdeen est inspirée de la déesse Artémis. À l'image de cette dernière, elle est armée d'un arc et de flèches. Tout comme Artémis, Katniss est une excellente chasseuse. Elle évolue avec facilité dans la nature sauvage, et a appris très tôt à chasser le gibier. Comme elle, elle manifeste également le désir de rester vierge et de ne pas avoir d’enfants. Elle n’est pas une guerrière dans l’âme tout comme la déesse grecque. Si elle s’engage dans un conflit, c’est parce qu’elle y est contrainte par les événements. Tout comme Artémis s’implique dans la guerre de Troie par solidarité avec son frère Apollon, Katniss doit s’engager malgré elle dans une révolte afin de sauver son peuple.
Artémis est un personnage secondaire de la série de romans Percy Jackson. Elle apparait notamment dans le troisième tome, Le Sort du titan, à la tête d'une troupe de chasseresses, qui refusent tout contact avec des hommes. Elle sauve à plusieurs reprises les héros,.

#### Cinéma
De 2012 à 2015, le cinéma s’empare de l’univers d’Hunger Games au travers de quatre films adaptés de la série de science-fiction. À cette occasion, le chercheur français Fabien Bièvre-Perrin compare l'héroïne Katniss, incarnée par Jennifer Lawrence, à une véritable « Diane moderne ». Il note que le combat final du premier film n’est pas sans rappeler le mythe d’Actéon, que la déesse fait dévorer par ses propres chiens.

### Sources antiques
- Hésiode, Théogonie [détail des éditions] [lire en ligne].
- Pseudo-Apollodore, Bibliothèque [détail des éditions] [lire en ligne]
- Callimaque de Cyrène, Hymnes (lire sur Wikisource)
- Ovide, Œuvres complètes, Les Métamorphoses, Paris, Firmin-Didot, 1850 (lire sur Wikisource)

#### Religion et mythologie grecques
- Louis Séchan et Pierre Lévêque, Les Grandes divinités de la Grèce, Paris, E. de Boccard, 1990 (1re éd. 1966), 438 p., p. 353-365.
- Pierre Grimal (préf. Charles Picard), Dictionnaire de la mythologie grecque et romaine, Paris, Presses universitaires de France, 1991, 11e éd., 574 p. (ISBN 978-2-13-044446-6, OCLC 635622207).
- Timothy Gantz, Mythes de la Grèce archaïque, Belin, 2004 [détail de l’édition].
- Sofia Souli, Mythologie grecque, Michalis Toubis, 2005 (ISBN 9789605401122).
- (en) Jennifer Larson, Ancient Greek Cults : A Guide, New York, Routledge, 2007, p. 101-113.
- Walter Burkert (trad. Pierre Bonnechere), La Religion grecque à l'époque archaïque et classique, Paris, Picard, 2011 (1re éd. 1977), p. 209-213.

#### Artémis: articles synthétiques
- Pierre Ellinger, « Artémis », dans Yves Bonnefoy (dir.), Dictionnaire des mythologies et des religions des sociétés traditionnelles et du monde antique, Paris, Flammarion, 1981, p. 70-73.
- (de) Fritz Graf, « Artemis », dans Hubert Cancik et Helmuth Schneider (dir.), Der Neue Pauly, Altertum, vol. 2 : Ark-Ci, Stuttgart, J. B. Metzler, 1997 col. 53-57.
- (en) G. Mussies, « Artemis », dans Karel van der Toorn, Bob Becking et Pieter W. van der Horst (dir.), Dictionary of Deities and Demons in the Bible, Leyde, Boston et Cologne, Brill, 1999, p. 91-97.
- (de) Marc Föcking, « Artemis », dans Maria Moog-Grünewald (dir.), Mythenrezeption: Die antike Mythologie in Literatur, Musik und Kunst von den Anfängen bis zur Gegenwart, Stuttgart, J. B. Metzler, coll. « Der Neue Pauly. Supplemente » (no 5), 2008, p. 151-163.
- (en) Christiane Sourvinou-Inwood, « Artemis », dans Simon Hornblower, Antony Spawforth et Esther Eidinow (dir.), The Oxford Classical Dictionary, Oxford, Oxford University Press, 2012, 4e éd., p. 176-177.

#### Artémis: études spécialisées
- Jean-Pierre Vernant, La mort dans les yeux : figures de l'Autre en Grèce ancienne : Artémis, Gorgo, Paris, Hachette Littératures, coll. « Pluriel » (no 894), 1998, 116 p. (ISBN 978-2-01-278894-7, OCLC 496465833).
- Pierre Ellinger et Myriam Dennehy, Artémis, déesse de tous les dangers, Paris, Larousse, coll. « Dieux, mythes & héros », 2009, 255 p. (ISBN 978-2-03-583940-4, OCLC 470604689, BNF 42014803).
- (en + de) Tobias Fischer-Hansen (dir.) et Birte Poulsen (dir.), From Artemis to Diana: the goddess of man and beast, Copenhague, Museum Tusculanum Press, 2009, 585 p. (ISBN 978-87-635-0788-2, OCLC 495285253, SUDOC 137605714).
- Auteurs divers, « Artémis à Épidamne-Dyrrhachion. Une mise en perspective. Table-ronde internationale, Athènes 19 - 20 novembre 2010 », Bulletin de correspondance hellénique, vol. 134, no 2,‎ 2010, p. 383-489 (lire en ligne).
- (en) Jean Shinoda Bolen (en), Artemis: The Indomitable Spirit in Everywoman, Harper Paperbacks; 30th edition (31 July 2014), (ASIN B011T8C4OG).
- (en) Stephanie Lynn Budin, Artemis, Routledge, coll. « Gods and Heroes of the Ancient World », 2016, 184 p. (ISBN 9780367001001, lire en ligne).
- Christian Mazet, « La Пότνια θηρῶν ou les frontières de l’Autre. Réflexion archéologique sur la signification d’une image homérique en Grèce orientalisante », Kentron (sur ResearchGate),‎ 2017 (lire en ligne, consulté le 5 avril 2022).
- Murielle Szac (ill. Olivia Sautreuil), Le feuilleton d'Artémis, Bayard, 2019 (ISBN 978-2747088497).
- Hélène Aurigny et Cécile Durvye (dir.), Artémis près d’Apollon : Culte et représentation d’Artémis à Délos, Delphes, Claros et Didymes, Liège, Presses universitaires de Liège, coll. « Kernos Supplément » (no 37), 2021.
- Pierre Brulé, « Athéna-Artémis : Tentatives d'esquisses de deux sœurs par leurs épiclèses mêmes », dans Corinne Bonnet (dir.), Noms de dieux : Portraits de divinités antiques, Toulouse, Anacharsis, 2021, p. 315-361.
- (en) Giovanni Casadio (dir.) et Patricia A. Johnston (dir.), Artemis and Diana in ancient Greece and Italy: at the crossroads between the civic and the wild, Newcastle upon Tyne, Cambridge Scholars Publishing (en), 2021, 298 p. (ISBN 978-1-5275-6614-9, OCLC 1286811250, SUDOC 258743123).

#### Autres
- Pilar Fernandez Uriel, « Le regard d’Actéon », Bulletin de l'Association Guillaume Budé, no 1,‎ 2013, p. 67-90 (lire en ligne).
- Bernard Belin, Le Mythe d'Actéon et La véritable histoire d'Hylactor et Pamphagos, Paris, Le Cygne, 2015  (ISBN 978-2-84924-417-3).
- Jean Haudry, Le feu dans la tradition indo-européenne, Milan, Archè, 2016 (ISBN 978-8872523438).

### Sources radiophoniques
- Paul Schubert, « Apollon, Artémis et leur naissance à Délos », Mythomane, Radio télévision suisse, 8 novembre 2015 (consulté le 20 avril 2020)